# San Cristóbal (Venezuela)
San Cristóbal es una ciudad venezolana, capital del Estado Táchira y del Municipio San Cristóbal ubicada en la Región de los Andes al suroeste de Venezuela. Está ubicada a 57 kilómetros de la frontera con Colombia. La ciudad es apodada La Ciudad de la Cordialidad. Fue fundada por Juan Maldonado Ordóñez y Villaquirán, capitán del ejército español, el 31 de marzo de 1561. Tiene una población proyectada para año 2023 de 405 872 habitantes, mientras que toda el área metropolitana cuenta con una población de 767 402 habitantes.

## Historia

### Época precolombina

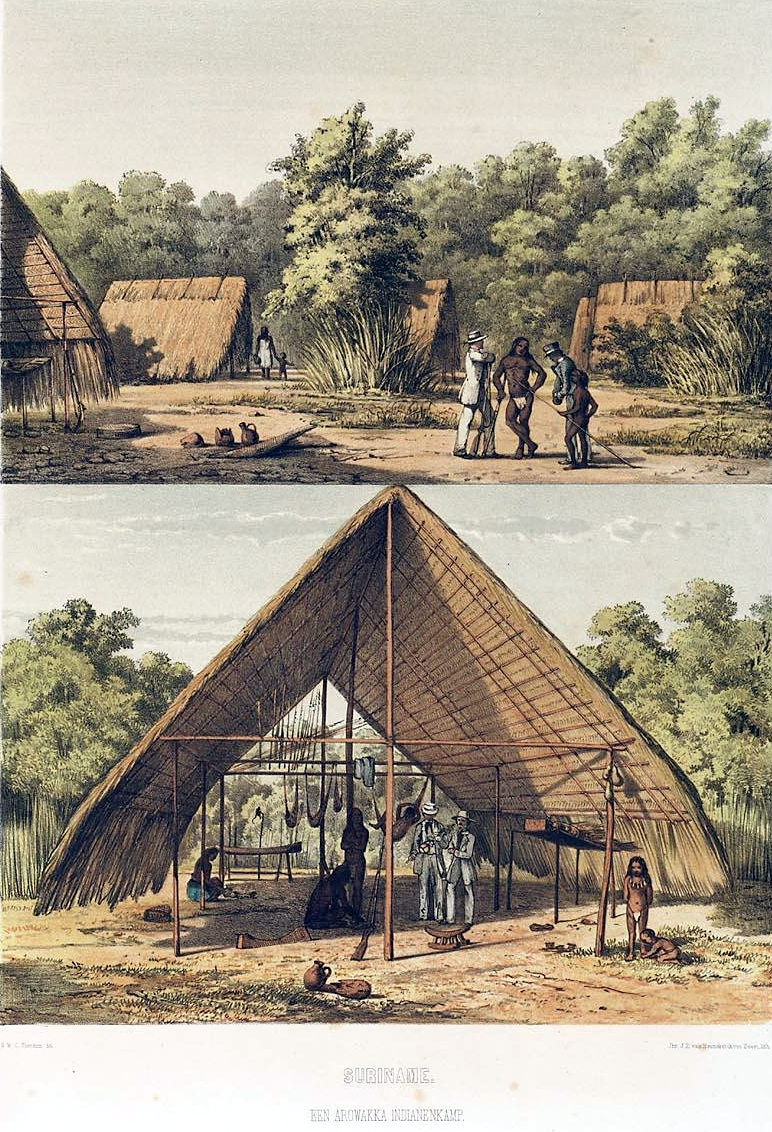
Típico asentamiento de los arahuacos

La zona donde actualmente se asienta San Cristóbal era habitada desde el 5000 a. C. por grupos humanos seminómadas con una organización social simple regida básicamente por nexos familiares, sin poder central establecido. Hacia el 1500 a. C. ya se organizaban en pequeñas aldeas de construcciones livianas y practicaban una caza muy desarrollada, recolección de frutos y raíces, construían diques y hacían uso de la tala y la quema en sus sembradíos, cuyo principal rubro era el maíz. En este período se desarrolló la elaboración de cerámica destinada a usos muy variados como vasijas, algunas de ellas de color rosáceo y otras blancas con trazas de color rojo; platos, figuras antropomorfas, urnas funerarias piriformes y platos gigantes donde se supone servían sus alimentos durante algunas ceremonias. 
Desarrollaron la industria del vestido en comparación con las demás tribus del país, utilizando el algodón y el fique que ellos mismos cultivaban; existían "mohares" una especie de sacerdotes, brujos o médicos que dirigían los actos religiosos y la curación de enfermedades. Veneraban al sol, la luna, las serpientes, lagunas, páramos, las cumbres y los fenómenos meteorológicos. Veían malos presagios en el arco iris, pues creían que su influencia era maléfica.  Entre sus ritos sociales practicaban el matrimonio y el duelo por el familiar fallecido; los varones seleccionaban a su cónyuge por sus habilidades en la manufactura de prendas de vestir, su buena salud y por su robustez. Cabe destacar que en el valle de San Cristóbal convivían tribus procedentes de las 2 grandes familias que habitaron la Venezuela precolombina; los Arawaks y los Caribes. Representados por las tribus Simaracaes hacia el sector de Santa Teresa; los Táribas hacia el norte de la ciudad, y los Teucaras en el sector Barrio Obrero, Barrio Sucre y La Concordia. Los Jirajaras habitaban el sector que en la actualidad lleva su mismo nombre. La nación de los Tororos, Quinimaríes y Azua se establecieron al extremo sur de la ciudad y estas eran tribus aliadas, convivían en una aldea llamada Cania, que fue la que consiguieron los conquistadores a su llegada al valle en el año 1547.

### Período colonial
En el año 1547 Alonso Pérez de Tolosa parte desde El Tocuyo hacia las montañas andinas en un mandato emitido por el gobernador de dicha ciudad; en su travesía remontó el Río Apure, luego atravesó el río Uribante para posteriormente llegar al valle de San Cristóbal; desde allí trasmontó las llamadas para ese entonces Lomas del Viento y finalmente llegó al valle de Cúcuta; convirtiéndose en el primer europeo en avistar la zona sobre la que se asentaría San Cristóbal. En 1558 el capitán Juan Rodríguez Suárez parte desde el poblado de Pamplona con la misión de explorar los Andes venezolanos; realizando su travesía desde los ríos Zulia y Táchira, remontó las Lomas del Viento para entrar a un amplio valle al que llamó Valle de Santiago, siendo este el actual valle del río Torbes. Luego de varios días de travesía llega a otro valle al que llama La Grita; continuando hacia el norte por el valle de Las Acequias donde fundó la ciudad de Mérida sin tener autorización para ello. Ante esta insubordinación, es enviado el capitán Juan Maldonado y Ordóñez de Villaquirán  en su captura, adicionalmente a ello fue investido con la potestad para poblar y fundar; potestad que ejercería posteriormente al mudar y fundar oficialmente la ciudad de Mérida en su ubicación actual. 
Es así como el capitán español llega junto con 35 personas entre militares y civiles, al mencionado Valle de Santiago el día 31 de marzo de 1561 para fundar con todo rigor a la Villa de San Cristóbal, con la condición que la villa fuese exenta de la jurisdicción de Pamplona. Con esta fundación se marca en la historia de Venezuela la primera manifestación de soberanía territorial en lo que respecta a la frontera natural con la Nueva Granada hoy Colombia; se convierte además en el segundo centro poblado civilizado en tierras andinas. La fundación tuvo lugar sobre el asentamiento indígena de Las Auyamas, dicha ubicación fue escogida por el conquistador debido a su posición estratégica desde la cual podía ser defendida la villa por sus cuatro puntos cardinales contra los ataques de los indígenas, que en varias ocasiones llegaron a amenazar seriamente la supervivencia de la ciudad. El acta histórica de la fundación de la ciudad reza lo siguiente:

"El Capitán Juan Maldonado O. V. amojonó por términos de La Villa para ahora y para siempre; hacia la banda de la ciudad de Pamplona, hasta el río que llaman Cúcuta, por límites para las justicias de esta Villa y para las de dicha ciudad de Pamplona... que no pueden pasar con vara de dicho río de Cúcuta a esta parte ni de esta Villa a la otra a menos que fuese la justicia mayor de dicha ciudad... Por la banda de Mérida hasta lo que llaman el Pueblo Hondo. Por la banda de Oriente hasta los llanos de Venezuela. Por la banda del poniente hasta la laguna de Maracaibo y brazos de Herinas para que ningunas justicias de otra jurisdicción entren en dichos términos... Así el fundador en nombre de Su Majestad los amojona y aplica por términos convenientes para esta dicha Villa de San Cristóbal" (sic).

La recién fundada "Villa de San Cristóbal" recibía constantes ataques de los pueblos indígenas de la región, hasta 1578, año en el cual el capitán Rodrigo de Paradas, quien para entonces era alcalde de la ciudad, detuvo dichos ataques luego de enfrentar a las poblaciones hostiles, para librarse de las luchas con los indios los vecinos invocaron la protección de San Sebastián cuyo martirio se había producido a flechazos. Durante años San Cristóbal cedió en importancia a la ciudad de La Grita, sin embargo ya en 1856 cuando es instituido el estado Táchira, San Cristóbal fue nombrada capital del mismo. El archivo histórico de la ciudad se perdió durante la Guerra de Independencia por lo que no se conservan los registros anteriores a 1820.

### Período republicano

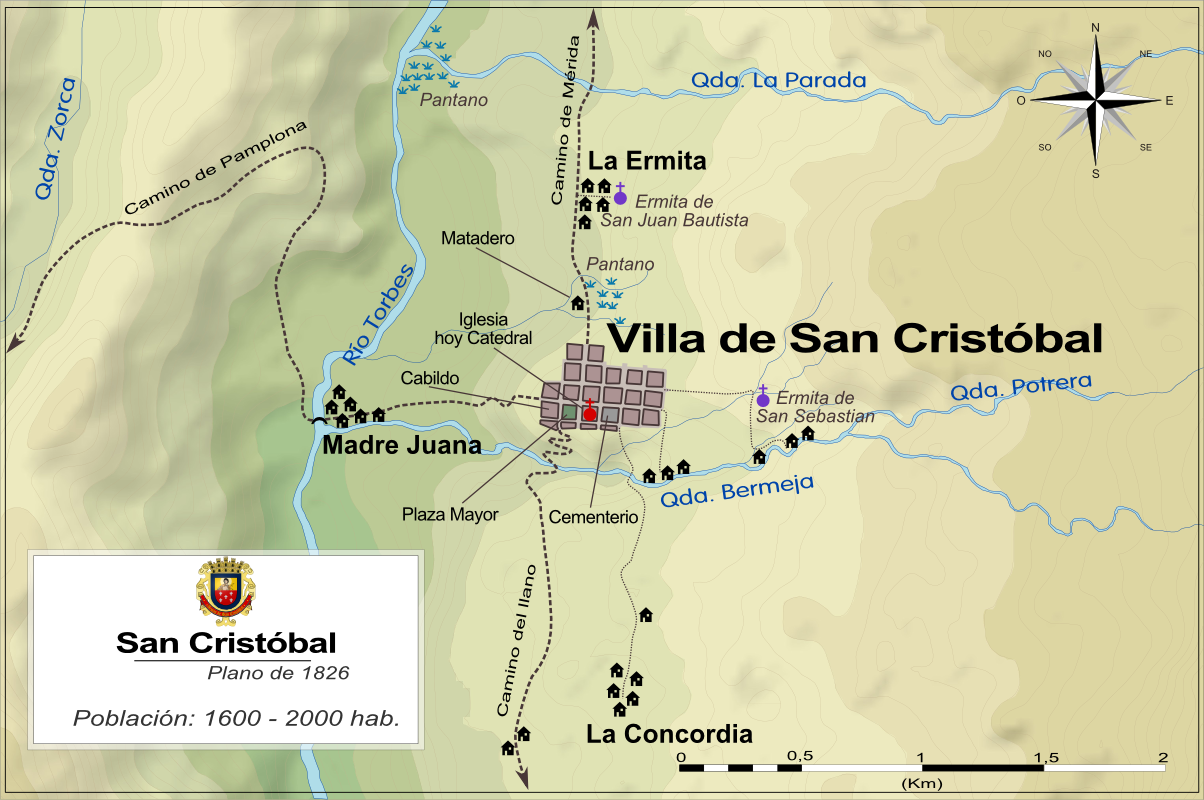
Plano de la ciudad hacia el año 1826

La ciudad se convirtió en importante centro de comercio de cacao y  café (procedente de Martinica desde Guyana) a finales del siglo XIX y de esta forma en centro de inmigración europea ligada a esta misma industria. Recibió también importante influencia de Colombia dado su aislamiento con la capital de Venezuela debido a las, en aquel entonces, deficientes vías de comunicación, lo que influyó en las costumbres y cultura de la ciudad. El 18 de mayo de 1875 la ciudad sufrió graves daños a causa del Terremoto de Cúcuta. Durante los gobiernos de Cipriano Castro y Juan Vicente Gómez, a principios del siglo XX, se realizaron las primeras mejoras a la comunicación vía terrestre entre los Andes y la capital (carretera trasandina) lo que llevó a una parte importante de los jóvenes académicos de la ciudad a la capital del país con el consecuente intercambio y apertura de las costumbres.
Una segunda oleada de inmigrantes europeos llegó durante la década de 1950 como consecuencia de la apertura que en este sentido hizo el gobierno del presidente Marcos Pérez Jiménez; el clima de la ciudad, su ambiente pro-europeo y la circunstancia de ser una de las pocas ciudades del país prácticamente libre del problema de la pandemia de paludismo, atrajo aparte de la inmigración de esta época a la ciudad y al estado Táchira en general.
La fundación de varios recintos universitarios de notable importancia académica durante las décadas de 1960 y 1970 atrajo constantemente a estudiantes de todo el país. Desde entonces en San Cristóbal se desarrolla una extensa actividad académica y cultural.

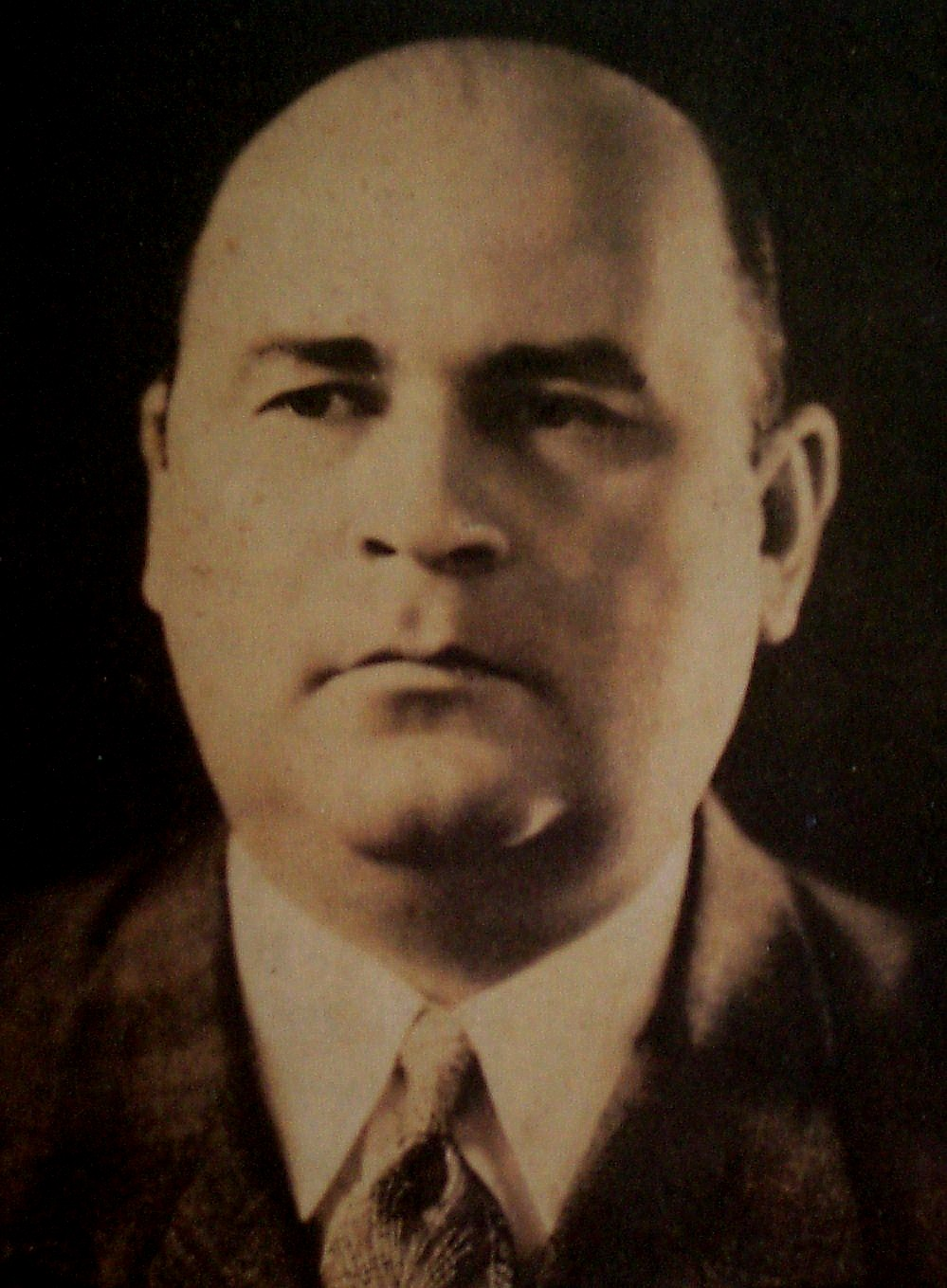
General Isaías Medina Angarita, presidente de la República entre 1941 y 1945.

### Personajes nacidos en San Cristóbal
- Juan Pablo Peñaloza (1855-1932), caudillo militar y político.
- Pedro María Morantes (1865-1918), abogado, escritor y activista político.
- Rafael de Nogales Méndez, (1878-1936), escritor y militar.
- Marco Antonio Rivera Useche (1895-1990), músico y docente, compositor del Himno del San Cristóbal.
- Miguel Ángel Espinel (1895-1968), músico y docente, compositor del Himno del Estado Táchira.
- Isaías Medina Angarita (1897-1953) presidente de Venezuela (1941 - 1945).
- José Ignacio Baldó Soulés (1898-1972), médico fundador de la Sociedad de Tisiología de Venezuela.
- Manuel Felipe Rugeles (1903-1959) poeta y periodista de la Generación de 1918.
- Luis Felipe Ramón y Rivera (1913-1993), músico y folklorista, compositor de Brisas del Torbes.
- Chucho Corrales, (1926-1998), músico y cantante, compositor de Andinita, Tierra tachirense y otras.
- William Niño Araque (1953-2010), arquitecto y cronista urbano.
- Ángel Vivas (1956), General de brigada del ejército Venezolano.
- William Méndez (1958) deportista y político, selección de fútbol de Venezuela, exalcalde de San Cristóbal.
- Edgar Ramírez (1970), activista por la Paz y Unificación Mundial.
- Edgar Ramírez (1977), actor de amplia trayectoria en el exterior.
- Tomás Rincón (1988), futbolista de la selección de fútbol de Venezuela, que actualmente milita en el Torino F. C.
- Mikel Villanueva (1993), futbolista de la selección de fútbol de Venezuela. Estudio en el colegio Metropolitano quedando campeón del torneo de Fútbol en el 2010.

### Patrono de San Cristóbal
Cada 20 de enero se celebra el día del patrono de la ciudad: San Sebastián, en cuyo honor se realiza una eucaristía con los sacerdotes y algunos obispos que vienen a honrar al patrono de San Cristóbal y también se le rinde una serenata en el atrio de la Catedral.
La tradición de la festividad de San Sebastián se remonta a la época colonial. Aurelio Ferrero Tamayo funda en los siguientes documentos el origen ancestral de la festividad de San Sebastián: El primer documento fue suministrado en la investigación que realizara el P.  Agustino, Agustín Campo del Pozo, sobre la Virgen de la Consolación de Táriba, y data del año 1664. En dicho documento se señala que: "En la Villa de San Cristóbal, el ocho de diciembre de mil seiscientos y sesenta y cuatro años, el Señor Br. Don Nicolás de Menis Ortiz, Pbro. Juez, en conformidad de su comisión, fue a la Iglesia parroquial de esta Villa,  en la cual halló juntos y congregados al mayor concurso de sus feligreses, para llevar la milagrosa Imagen de Nuestra Señora de Táriba a su ermita, que se hizo en la forma y manera siguiente: salió la Santa Cruz de dicha parroquia en forma de procesión con las advocaciones del Bienaventurado Mártir San Sebastián y la advocación de Nuestra Sra. de la Concepción, que es de dicha santa ermita." (Campo del Pozo, 2001:47) Aquí claramente se hace alusión a la advocación de la venerada imagen de San Sebastián.  El segundo documento lo suministró el Dr. J. J. Villamizar Molina, cronista de la ciudad, y data del 14 de noviembre de 1749. El documento se encuentra en el Archivo Histórico Nacional de Colombia, Libro de Hospitales y Cementerios, tomo IV. Y en él se destaca la construcción de un hospital para la Villa, donde antiguamente estuvo fundada la Iglesia de San Sebastián.
En 1911, se registró un hecho que llama mucho la atención, pues se le atribuía a San Sebastián el mismo don que tenían los reyes taumaturgos; así se expresa la taumaturgia de San Sebastián: "de manera solemnísima se celebró ayer en la Santa Iglesia matriz la fiesta patronal consagrada al glorioso taumaturgo San Sebastián. El templo fue invadido por nuestra selecta concurrencia (...) la procesión fue admirable, por el orden y santo fervor reinante en ella. ”La festividad religiosa se convirtió en el espacio por excelencia para expresar el sentimiento gregario y el compartir social, lo cual posibilitó integración regional por la participación de los pueblos vecinos. La fiesta de San Sebastián adquirió su sentido catártico cuando la música dejó de ser un acompañante de las procesiones religiosas y pasó a formar parte de las retretas y bailes Públicos y privados. Una mirada a las agrupaciones musicales nacidas en San Cristóbal durante la primera mitad del siglo XX.
San Sebastián es un santo venerado tanto por la Iglesia Católica como por la Iglesia Ortodoxa. Fue soldado del ejército romano bajo el mando del emperador Diocleciano, quien, sin saber que era cristiano, lo nombró jefe de la primera cohorte de la guardia pretoriana imperial. Nació en Narbona (actual Francia) en el año 256, aunque fue educado en Milán.
A pesar de cumplir con la disciplina militar, se negaba a participar en los sacrificios paganos, a los que consideraba actos de idolatría. Como cristiano, desarrolló una labor de apostolado entre sus compañeros de armas, visitando y alentando a los cristianos encarcelados por su fe. Finalmente, fue descubierto y denunciado ante el emperador Maximiano, aliado de Diocleciano, quien lo obligó a elegir entre continuar su carrera militar o seguir a Jesucristo.
El santo escogió seguir a Cristo. Decepcionado, el emperador le amenazó de muerte, pero Sebastián se mantuvo firme en su fe. Enfurecido, le condenó a morir asaeteado. Los soldados del emperador lo llevaron al estadio, lo desnudaron, lo ataron a un poste, y lanzaron sobre él una lluvia de saetas, dándolo por muerto. Sin embargo, sus amigos se acercaron y, al verlo todavía con vida, lo llevaron a casa de una noble cristiana romana llamada Irene esposa de Cástulo, que lo mantuvo escondido y le curó las heridas hasta que quedó restablecido.
Sus amigos le aconsejaron que se ausentara de Roma, pero Sebastián se negó rotundamente. Se presentó ante el emperador, quien, desconcertado, lo daba por muerto, y le reprochó enérgicamente su conducta por perseguir a los cristianos. Maximiano mandó que lo azotaran hasta morir, y los soldados cumplieron esta vez sin errores la misión, tirando su cuerpo en un lodazal. Los cristianos lo recogieron y lo enterraron en la Vía Apia, en la célebre catacumba que lleva el nombre de San Sebastián. Murió en el año 288.

## Geografía

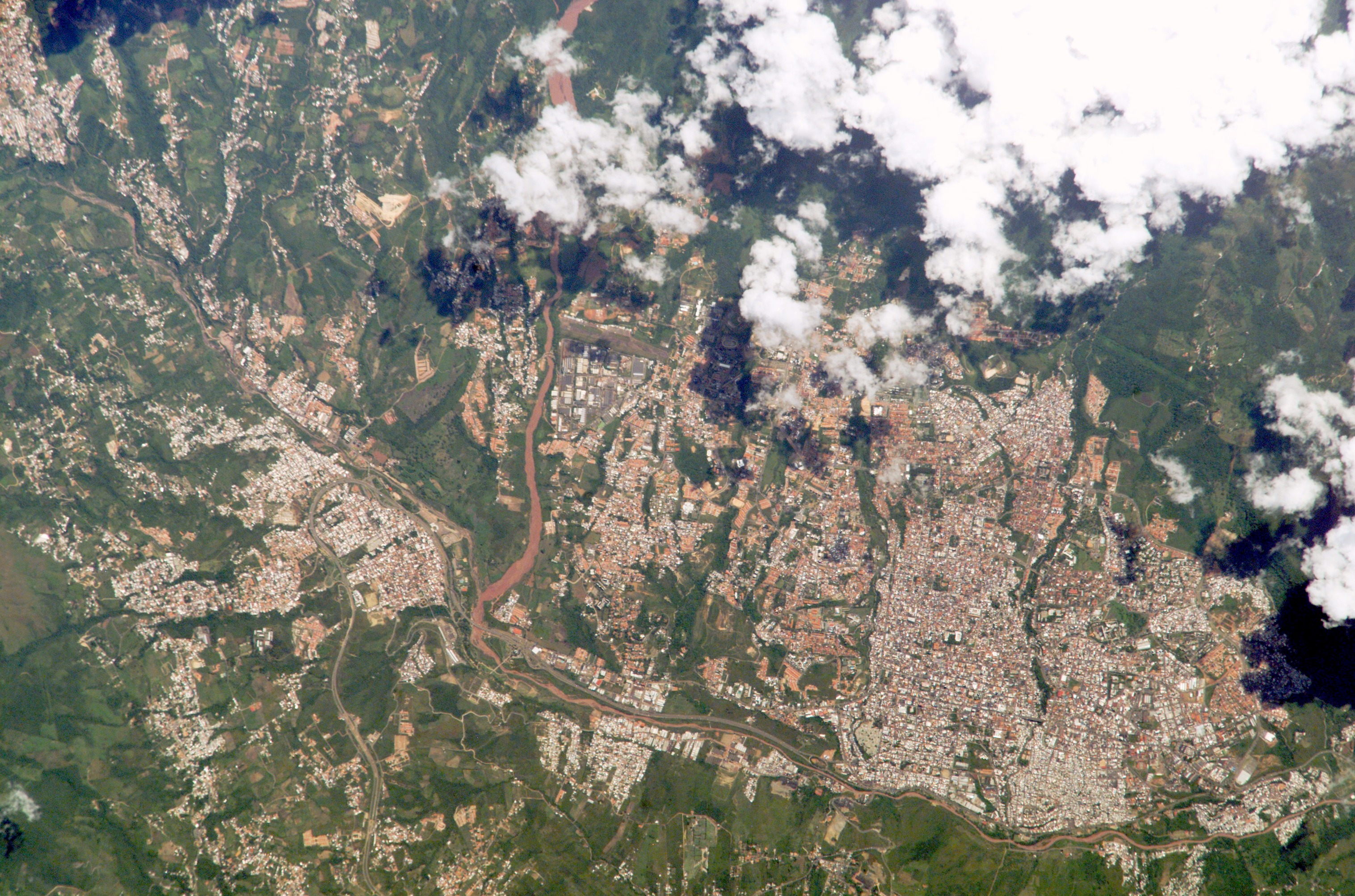
Vista satélite de la ciudad.

### Límites
- Al norte: con el municipio Cárdenas.
- Al sur: con los municipios Torbes y Córdoba.
- Al este: con el municipio Cárdenas.
- Al oeste: con los municipios Libertad e Independencia.

San Cristóbal está asentada sobre una amplia terraza aluvial con una ligera inclinación hacia el oeste; a lo largo de una meseta que se desprende de las faldas de la serranía de La Maravilla y culmina en las riberas del Río Torbes. La meseta es drenada por numerosas quebradas que corren por pequeños cañones como La Parada, La Bermeja, la Romera, Potrera, etc; que dividen a la ciudad transversalmente en varios sectores bien delimitados. Como consecuencia de esta topografía a lo largo de todo el valle del Torbes, la ciudad presenta una notable amplitud en su desnivel absoluto, sin embargo debido a la extensa longitud de la meseta -aproximadamente 14 km- este se manifiesta de forma gradual y son poco comunes las laderas escarpadas. Su punto más bajo es el sector de Sabaneta, al sur de la ciudad, y se encuentra a 810 m s. n. m. mientras su punto más alto está ubicado a 1350 m s. n. m. hacia el sector Cueva del Oso - Altos de Paramillo; y Colinas de Pirineos al noreste de la ciudad. No obstante existen algunas zonas residenciales ubicadas a más de 1500 m s. n. m. la mayoría de estas hacia el este de la ciudad. La altitud oficial se estableció en la Plaza Bolívar (900 m s. n. m.) ubicada en el centro de la ciudad.
El patrón de los vientos en la ciudad corre desde el sur hacia el norte. Dicho flujo de vientos proveniente de los llanos es dirigido a lo largo del valle del Torbes, donde las montañas circundantes actúan a manera de embudo causando permanentes ráfagas de viento hacia el sur de la ciudad. Dicho fenómeno se manifiesta en mayor medida en el parque Chorro El Indio, en un sector de la carretera llamado muy oportunamente Loma del Viento; cuya intensidad ha erosionado la capa vegetal del sector y ha deformado los pocos arbustos presentes en el lugar. 

### Clima
Posee un clima tropical de altura, influenciado por su altitud, ubicándose a pleno comienzo de la Cordillera de los Andes Venezolana, ubicándose a una altitud promedio de 900 m s. n. m., que ambienta su temperatura y proporciona días más suaves, con temperaturas que no suelen superar los 29 °C.
La temperatura promedio de la ciudad es de 20,5 °C, con promedios de horas soleadas de 26 °C y de 16 °C por horas nocturnas.
La tasa de insolación en la ciudad es relativamente baja, debido a la gran cobertura nubosa que cubre la ciudad durante gran parte del día, siendo pocas las horas de sol en la ciudad durante el promedio diario, manteniéndose un índice UV no mayor a nivel 10 durante gran parte del año.
| Parámetros climáticos promedio de San Cristóbal | Parámetros climáticos promedio de San Cristóbal | Parámetros climáticos promedio de San Cristóbal | Parámetros climáticos promedio de San Cristóbal | Parámetros climáticos promedio de San Cristóbal | Parámetros climáticos promedio de San Cristóbal | Parámetros climáticos promedio de San Cristóbal | Parámetros climáticos promedio de San Cristóbal | Parámetros climáticos promedio de San Cristóbal | Parámetros climáticos promedio de San Cristóbal | Parámetros climáticos promedio de San Cristóbal | Parámetros climáticos promedio de San Cristóbal | Parámetros climáticos promedio de San Cristóbal | Parámetros climáticos promedio de San Cristóbal |
| Mes                                             | Ene.                                            | Feb.                                            | Mar.                                            | Abr.                                            | May.                                            | Jun.                                            | Jul.                                            | Ago.                                            | Sep.                                            | Oct.                                            | Nov.                                            | Dic.                                            | Anual                                           |
| ----------------------------------------------- | ----------------------------------------------- | ----------------------------------------------- | ----------------------------------------------- | ----------------------------------------------- | ----------------------------------------------- | ----------------------------------------------- | ----------------------------------------------- | ----------------------------------------------- | ----------------------------------------------- | ----------------------------------------------- | ----------------------------------------------- | ----------------------------------------------- | ----------------------------------------------- |
| Temp. máx. abs. (°C)                            | 30                                              | 31                                              | 31                                              | 31                                              | 32                                              | 31                                              | 30                                              | 31                                              | 32                                              | 32                                              | 31                                              | 29                                              | 30.9                                            |
| Temp. máx. media (°C)                           | 24                                              | 25                                              | 25                                              | 27                                              | 24                                              | 24                                              | 24                                              | 24                                              | 25                                              | 25                                              | 24                                              | 24                                              | 24.6                                            |
| Temp. media (°C)                                | 18                                              | 21                                              | 21                                              | 21                                              | 22                                              | 20                                              | 21                                              | 20                                              | 20                                              | 22                                              | 21                                              | 19                                              | 20.5                                            |
| Temp. mín. media (°C)                           | 14                                              | 15                                              | 17                                              | 17                                              | 17                                              | 17                                              | 16                                              | 16                                              | 18                                              | 17                                              | 16                                              | 14                                              | 16.1                                            |
| Temp. mín. abs. (°C)                            | 6                                               | 8                                               | 11                                              | 12                                              | 12                                              | 9                                               | 10                                              | 13                                              | 10                                              | 10                                              | 8                                               | 9                                               | 9.8                                             |
| Precipitación total (mm)                        | 27.5                                            | 21.3                                            | 39.2                                            | 101.6                                           | 158.0                                           | 198.0                                           | 201.9                                           | 164.2                                           | 141.8                                           | 137.9                                           | 106.2                                           | 60.4                                            | 1358                                            |
| Horas de sol                                    | 161                                             | 167                                             | 170                                             | 161                                             | 182                                             | 144                                             | 149                                             | 139                                             | 157                                             | 179                                             | 175                                             | 145                                             | 1929                                            |
| [cita requerida]                                |                                                 |                                                 |                                                 |                                                 |                                                 |                                                 |                                                 |                                                 |                                                 |                                                 |                                                 |                                                 |                                                 |

### Altitud
Relieve del municipio San Cristóbal
Altitud sobre el nivel del mar de San Cristóbal - Estado Táchira
La ciudad de San Cristóbal, capital del municipio San Cristóbal, está a una altitud de 900 m s. n. m. es decir (2.953 pies), ello es 3.012 por debajo del Pico El Púlpito (3.912 m s. n. m.), el punto más elevado del Estado Táchira.
Sus puntos de elevación son: 
- Altitud mínima: 810   m s. n. m. Sabaneta
- Altitud media:  900 m s. n. m. casco central
- Altitud Máxima: 1.670 m s. n. m. Parte alta de la ciudad

### Urbanismo
Según el INE es la segunda área metropolitana con menor índice de pobreza en Venezuela. El casco antiguo de San Cristóbal se caracteriza por contar con calles estrechas y casas de altos techos de estilo colonial, lo que le da una apariencia que lo distingue del resto del contexto urbano. Este sector fue el resguardo de la mayor parte de la población san cristobalense hasta mediados de los años 1950, cuando comenzó el crecimiento demográfico atribuido a la inmigración extranjera, que se comenzó a asentar en áreas apartadas del centro urbano tradicional, resaltando sólo antes de la década mencionada el proyecto de ensanche que se convertiría posteriormente en la urbanización más emblemática de la ciudad, conocida como "Barrio Obrero" por ser financiada en esa época por el ahora desaparecido Banco Obrero para el crecimiento de la clase media de la ciudad. Cuenta con muestras arquitectónicas del estilo art nouveau, el cual imperaba en aquel tiempo. Con el crecimiento de estas urbanizaciones nació en la década de 1960, y diseñada tanto para las clases acomodadas como para la clase media, la zona urbanística de Pirineos, que incluye la urbanizaciones Pirineos, Sinaral, Bajumbal, Altos de Pirineos, y las casas y apartamento financiados por el Instituto Nacional de la Vivienda (INAVI) de carácter público, Pirineos I, II y III, urbanización Quinimarí, que impulsaron el crecimiento de la ciudad hacia el norte y el este de la misma.

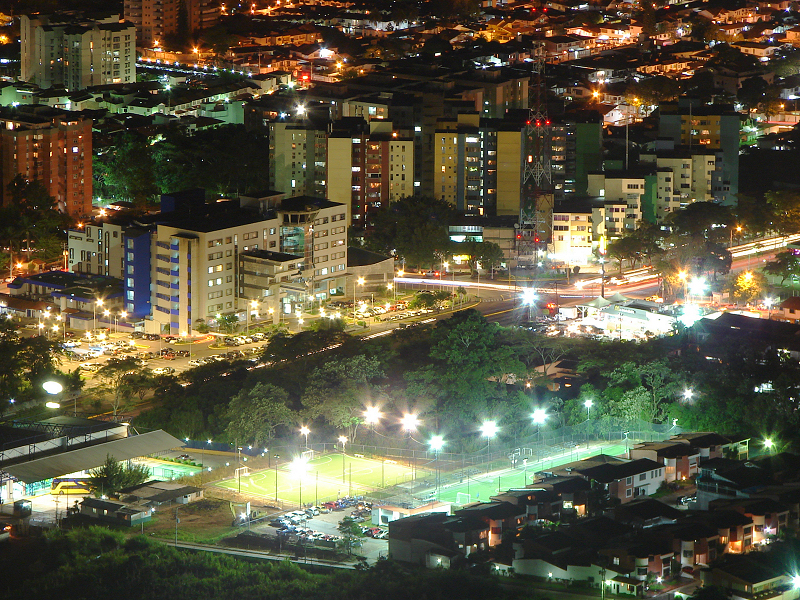
Zona residencial hacia el este de la ciudad

La construcción del complejo ferial en el norte de la ciudad dio paso al crecimiento del "Pueblo Nuevo" y la comunicación de esta zona con el creciente desarrollo urbano del noroeste en la vía hacia Táriba (urbanizaciones Las Lomas y Santa Teresa).
Hacia el sur y suroeste se han ubicado tradicionalmente las zonas populares de la ciudad, tales como la urbanización San Sebastián, el 23 de enero y Madre Juana. De centro a sur y comunicadas por los viaductos Nuevo y Viejo se encuentra la parroquia La Concordia, populosa zona residencial y principal sector industrial del estado, allí se encuentra la Unidad Vecinal, primer proyecto de viviendas populares con capital público que se construyó en San Cristóbal.
En los años 1980 un nuevo crecimiento demográfico impulsó la construcción de nuevos complejos habitacionales (urbanizaciones Quinimarí y Los Teques entre otras), algunos de los cuales han provocado la necesidad de construcción simultánea de nueva vialidad y sectores de servicios.

### Entorno Urbano
El área metropolitana San Cristóbal se asienta sobre el amplio valle del río Torbes y la gran terraza aluvial del mismo, sirviendo este río de eje desde el cual se irradian la mayoría de las unidades urbanas que conforman el conglomerado.
El extremo sur se encuentra a 670 m s. n. m. y es donde se encuentra el sector Vega de Aza, a las afueras de San Josecito (Municipio Torbes). Hacia el norte adentrándose en la cordillera andina se ubican las poblaciones de Cordero y Palmira (Municipio Andrés Bello y Guásimos), a una altitud promedio de 1300 m s. n. m., alcanzando el punto más alto de la geografía conurbada el sector Monte Carmelo (Municipio Andrés Bello) a 1.670 m s. n. m., en los límites de la ciudad de Palmira.
Hacia el oeste se encuentran Libertad e Independencia dos municipios tachirenses, también conocidos en el argot popular como "Capacho" indistintamente; esto debido a que en el pasado ambas poblaciones conformaban un solo asentamiento, dividido posteriormente como consecuencia de un gran terremoto que las separó geográficamente; no obstante como resultado de la expansión urbana experimentada en las últimas décadas, estas dos poblaciones se encuentran fusionadas totalmente en la actualidad. Del mismo modo se asientan en esta zona varios núcleos poblacionales secundarios como Zorca (Municipio Cárdenas), El Valle, Berlín (ubicado en el municipio Junín), Peribeca (Municipio Independencia), Tucapé (Municipio Cárdenas), Caneyes (Municipio Guásimos), y El Tambo (ubicado en el Municipio Córdoba). Se estima que estos dos últimos municipios se incorporen en el futuro a la conurbación, debido a la continua expansión de las áreas urbanizadas desde la Gran San Cristóbal hacia sus respectivas capitales (las ciudades de Rubio y Santa Ana del Táchira).

## Gobierno
Actualmente el Municipio San Cristóbal se encuentra gobernado por el alcalde Silfredo Zambrano, del Partido Socialista Unido de Venezuela (PSUV) . Ganador de las elecciones municipales celebradas en noviembre del 2021.
La ciudad además cuenta con un Concejo Municipal, con 9 ediles que representan las diferentes parroquias del municipio, la Sindicatura Municipal, la Contraloría y el Consejo Local de Planificación. La sede de la alcaldía está ubicada en la urbanización Mérida y actualmente se encuentra en proceso de remodelación y modernización de su planta física, el cual fue un proyecto iniciado a finales del año 2007 por el entonces alcalde el Ing. William Méndez. Es de acotar que el Escudo de Armas de la Ciudad de San Cristóbal, cuyo autor fue el Doctor Aurelio Ferrero Tamayo fue oficialmente aprobado por el Concejo Municipal de San Cristóbal.

## Concejo Municipal
Período 2013 - 2017:
| Concejo Municipal |                    |
| Concejal          | Partido            |
| Eduardo Delgado   | Primero Justicia   |
| Yosmar González   | Primero Justicia   |
| Manuel Castro     | Primero Justicia   |
| Neida Ocariz      | COPEI              |
| Gerardo Rincón    | COPEI              |
| José V. García    | Voluntad Popular   |
| Alexis Vivas      | Voluntad Popular   |
| Wladimir Vivas    | Un Nuevo Tiempo    |
| Orlando García    | Acción Democrática |

## División política
Organización parroquial: El municipio San Cristóbal está dividido en 5 parroquias, denominadas:
| Parroquia               | Superficie | Población    | Densidad |
| ----------------------- | ---------- | ------------ | -------- |
| La Concordia            | km²        | 132.487 hab. | hab./km² |
| San Juan Bautista       | km²        | 129.380 hab. | hab./km² |
| Pedro María Morantes    | km²        | 64.683 hab.  | hab./km² |
| San Sebastián           | km²        | 22.870 hab.  | hab./km² |
| Francisco Romero Lobo   | km²        | 1.641 hab.   | hab./km² |
| Municipio San Cristóbal | km²        | hab.         | hab./km² |

## Demografía
| Gráfica de evolución demográfica de San Cristóbal (en miles) entre 1700 y 2011 |
| |
| Registros de empadronamientos coloniales. Distrito San Cristóbal (fragmentado en 1988 en los actuales municipios que conforman el Gran San Cristóbal). Municipio San Cristóbal y área metropolitana. |

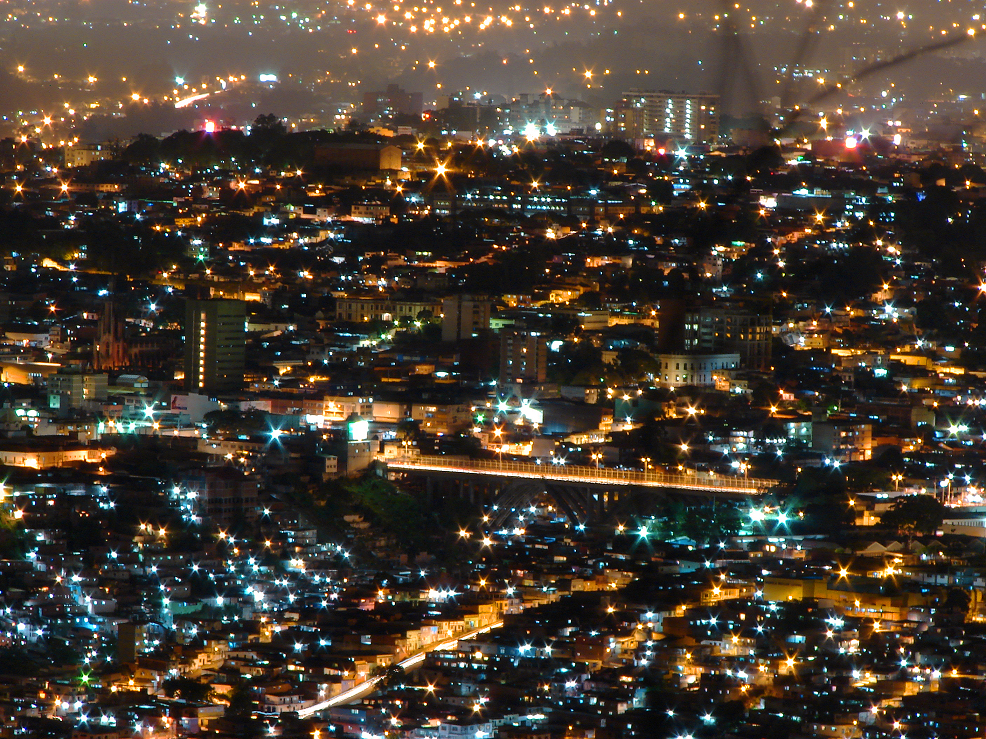
Centro de la ciudad y zonas populosas

San Cristóbal es la octava ciudad más poblada de Venezuela, la más poblada de la región andina y del Estado Táchira; con una población de 285 872 habitantes en su núcleo urbano, representa el 22,76% de la población de la entidad (1 255 869 hab), el 17,42% de la región andina y el 0,91% de la nacional, que asciende a 31 431 164 habitantes. Su  área metropolitana asciende a 650 512 habitantes, que involucra a los municipios adyacentes de Andrés Bello, Cárdenas, CórdobaGuásimos, Junin, Libertad, Independencia y Torbes; las cuales sirven en mayor medida como ciudades dormitorio de la capital tachirense.

### Situación familiar y vivienda
Según el censo de 2011 existen en San Cristóbal 72.194 familias y hay 27.789 mujeres cabeza de hogar (38,49%). El número de hijos por cada mujer en edad reproductiva es de 1,8. Existen unas 77.331 unidades, de las cuales 69.244 están ocupadas, 1.685 son habitadas ocasionalmente y las restantes están desocupadas o en proceso de construcción.  Asimismo un 10,67% de las viviendas construidas son quintas, 62,81% casas, 22,09% corresponden a apartamentos (incluyendo los que forman parte de una casa o casa/quinta) y 4,28% son ranchos, refugios u otros tipos de viviendas precarias. El 47,11% de los hogares cuenta con acceso a Internet y un 55,37% tiene por lo menos un equipo de computación en casa,  el servicio de telefonía fija tiene una cobertura de 72,12%.

| Composición étnica de San Cristóbal | Composición étnica de San Cristóbal | Composición étnica de San Cristóbal | Composición étnica de San Cristóbal | Composición étnica de San Cristóbal |
| ----------------------------------- | ----------------------------------- | ----------------------------------- | ----------------------------------- | ----------------------------------- |
| Etnia                               | Etnia                               |                                     | Porcentaje                          | Porcentaje                          |
| Blancos                             | Blancos                             |                                     | 68.0%                               | 68.0%                               |
| Mestizos                            | Mestizos                            |                                     | 30.1%                               | 30.1%                               |
| Otros                               | Otros                               |                                     | 1.0%                                | 1.0%                                |
| Negros                              | Negros                              |                                     | 0.6%                                | 0.6%                                |
| Afrodescendientes                   | Afrodescendientes                   |                                     | 0.2%                                | 0.2%                                |
| Amerindios                          | Amerindios                          |                                     | 0.1%                                | 0.1%                                |
| Fuente: INE, Censo 2011             |                                     |                                     |                                     |                                     |

## Economía

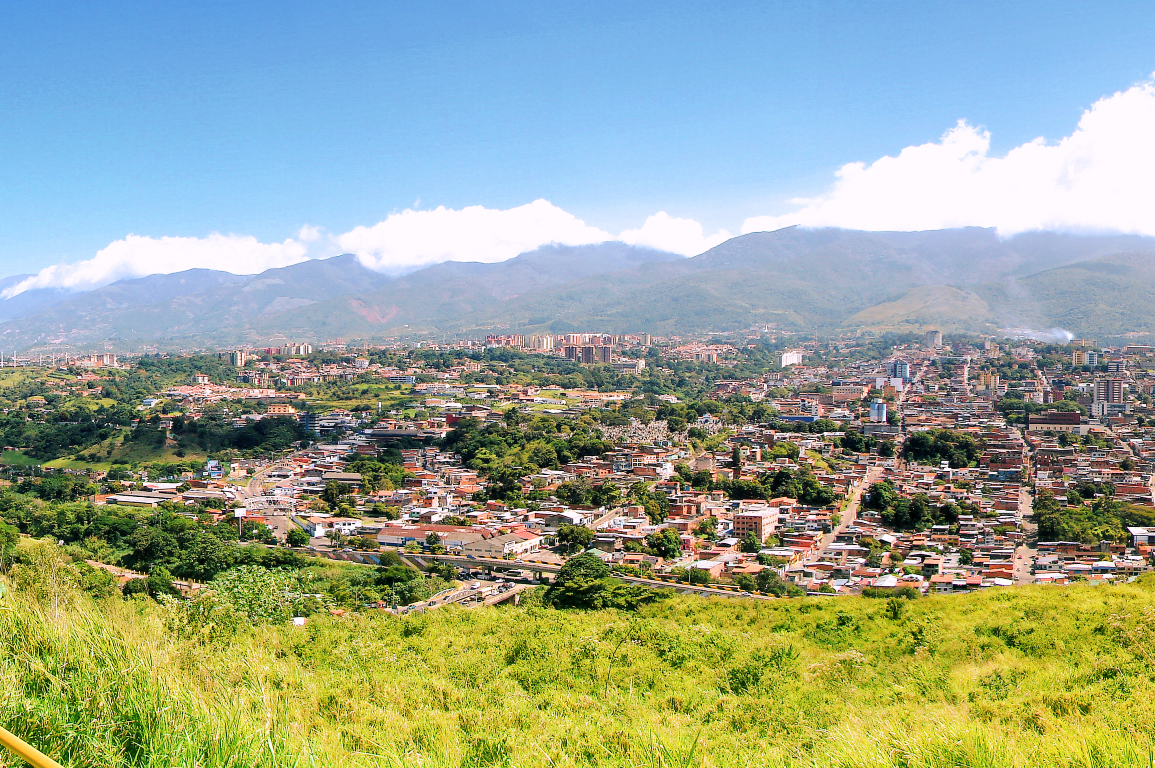
Panorámica de San Cristóbal

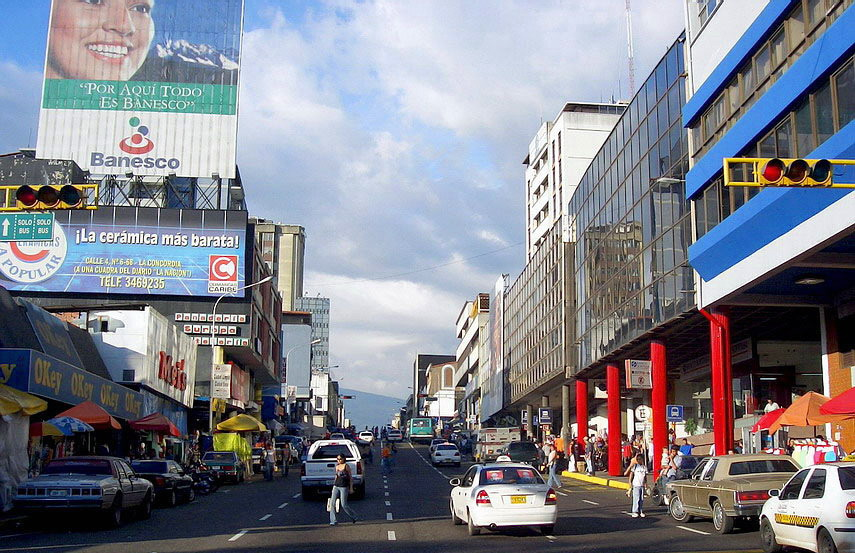
Séptima Avenida de San Cristóbal

Para el 2010, San Cristóbal es la segunda ciudad con el menor índice de pobreza de Venezuela. Para el año 2001, la ciudad tenía un índice de población pobre de 7,05 % según el censo de 2001 y según las fuentes del Instituto Nacional de Estadística.
La situación geográfica de la ciudad, punto de convergencia del tránsito binacional colombo-venezolano y su cercanía a la principal zona ganadera del país (norte del Táchira, región sur del lago de Maracaibo y oeste del estado Barinas), han contribuido con el desarrollo de la actividad bancaria y financiera de San Cristóbal. En el sector público uno de los principales bancos, antiguamente conocido (Banfoandes), tenía su sede en San Cristóbal, mientras en el sector privado la ciudad también cuenta con la sede de una institución financiera de origen local: Banco Sofitasa.
La industria en San Cristóbal se limita, principalmente, a pequeñas fábricas de los sectores metal, mecánico y textil, así como del calzado. La empresa alimenticia de mayor solidez es la Pasteurizadora Táchira (Pastca), segunda productora de queso en Venezuela. Además de Pastca existen también pequeñas industrias conservadoras de alimentos, entre ellas Conservas La Nona, productora de mermeladas y envasadora de vegetales en conserva, también son muy conocidos los productos de dulces típicos de Industrias La Andina y Dulcería Extrafina.[cita requerida]
La ciudad además cuenta con la empresa de loterías como la Lotería del Táchira, la cual es propiedad del estado, y que con su popular juego «Kino Táchira» ha hecho millonarios a miles de venezolanos.
Los más importantes sectores económicos de la ciudad son del área de los servicios, principalmente de productos financieros y de seguros. También cuenta con clínicas de servicios especializados de importante relevancia en el país, particularmente en el área oftalmológica. Varias empresas de servicio de transporte terrestre nacional de pasajeros tienen su sede principal en la ciudad.
Uno de los aspectos más influyentes dentro de su economía es el impulso que ha obtenido el comercio en los últimos años, por su cercanía a la frontera colombo-venezolana, existía una gran afluencia de colombianos, especialmente de la ciudad colombiana de Cúcuta, pero ahora es al contrario.
Tras el cierre del paso vehicular en la frontera colombo-venezolana en 2015, la devaluación del Bolívar y crisis de escasez de alimentos y combustible desde los años 2016 - 2018, el comercio de la ciudad se vio enormemente afectado y disminuido. Ya para el cierre total de la frontera en 2019, tras la Crisis presidencial, el rédito tachirense disminuyó. La frontera se mantuvo cerrada hasta octubre de 2021, y en septiembre de 2022, cuando se reanudó el paso vehicular, San Cristóbal vio una breve modernización de su infraestructura y servicios de telecomunicaciones, como la implementación de Internet por Fibra Óptica.
Desde entonces, la inversión colombiana y los automóviles colombianos se han instalado en el día a día de San Cristóbal. Además del Bolívar, el Peso Colombiano y el Dólar Americano conviven como moneda de cambio en la ciudad, muchas veces predominando por sobre la moneda nacional. Esta convivencia de tres monedas empezó a originarse en 2018, ya para 2024, la economía sancristobalense se ve menos afectada por la inflación del Bolívar, a diferencia de otras ciudades del país, sin embargo, el comercio depende fuertemente de la disponibilidad del dinero líquido y efectivo.
La ciudad es centro de diversas opciones en el rubro gastronómico y de actividades de turismo natural  y con una afluencia moderada de trabajadores subcontratados para empresas extranjeras en áreas como el diseño gráfico, la programación y los idiomas, sin embargo, la escasez de combustible y los fallos eléctricos son obstáculos importantes en el crecimiento de la economía tachirense, no obstante, la estabilidad monetaria que el Dólar y el Peso Colombiano han proporcionado, se traduce en mayor capacidad de ahorro, por lo que San Cristóbal se enfrenta a temporadas de bajo consumo en una ciudad que se sostiene por el comercio.

## Transporte
San Cristóbal y su área circundante tienen una orografía montañosa, lo que dificulta el trazado de redes de transporte eficientes, sin embargo, el tejido vial que compone la ciudad está bien desarrollado.
El centro posee dos grandes arterias viales conocidas como las avenidas séptima (avenida Isaías Medina Angarita) y quinta (avenida Francisco García de Hevia), que conforman un eje norte-sur que corta el centro histórico y comercial de la ciudad.
Existen también grandes avenidas que circundan el territorio urbano configuradas por las avenidas Libertador y Carabobo que recorren el centro-norte, las avenidas España y 19 de Abril sirven el suroriente y este además de enlazar los barrios de Pueblo Nuevo y La Concordia. El eje occidente está comunicado por la llamada Marginal del Torbes (avenida Antonio José de Sucre) que conecta la salida a la Carretera de los Llanos (Barinas - Caracas) con la Autopista San Cristóbal - La Fría (Mérida-Maracaibo).
Otras avenidas existentes en San Cristóbal son la Lucio Oquendo, que conecta al Hospital Central con la 19 de Abril en La Concordia; la avenida Universidad, que sirve parte del noreste de la ciudad; la avenida Quinimarí y Principal de Pirineos, la avenida Los Agustinos, la avenida Principal de Pueblo Nuevo y la Ferrero Tamayo, que comunican las zonas este y norte de la ciudad con el llamado Complejo Ferial, zona donde se ubican estadios, la Plaza de Toros, centros de exposiciones agrícola, pecuario e industrial, el velódromo y la Universidad Nacional Experimental del Táchira, al sur la avenida Rotaria o Circunvalación Sur que conecta la salida hacia los llanos, la avenida 19 de abril, y la nueva Autopista San Cristóbal - El Corozo, la cual se encuentra en construcción, entre otras.
El transporte urbano está configurado por líneas de autobuses que conectan el centro de la ciudad con la mayor parte de las urbanizaciones y barrios de la misma así como con las zonas industriales de Paramillo, Barrancas y Puente Real, además de las zonas comerciales y el área metropolitana.
Se encuentra en fases de estudio la propuesta de un sistema de transporte masivo para San Cristóbal, de tipo tranvía. De aprobarse el proyecto, sería construido por la estatal eléctrica de los Andes (CADELA) y ayudaría en gran medida a reducir el tráfico en la ciudad.
También está aprobado el proyecto de construcción de una línea férrea, parte del Proyecto Nacional de Ferrocarriles, entre San Cristóbal y Maturín, conectando la ciudad con el oriente venezolano, otra línea conectará con Cúcuta, siendo la primera conexión ferroviaria entre Venezuela y Colombia.
Líneas de servicio de transporte terrestre que sirven a gran parte del país tienen su sede principal en San Cristóbal (Expresos San Cristóbal, Expresos Mérida, Expresos Los Llanos, Expresos Flamingo, Expresos Occidente, entre otros).
La ciudad también posee rápido acceso a diferentes aeropuertos.

### Aeropuertos

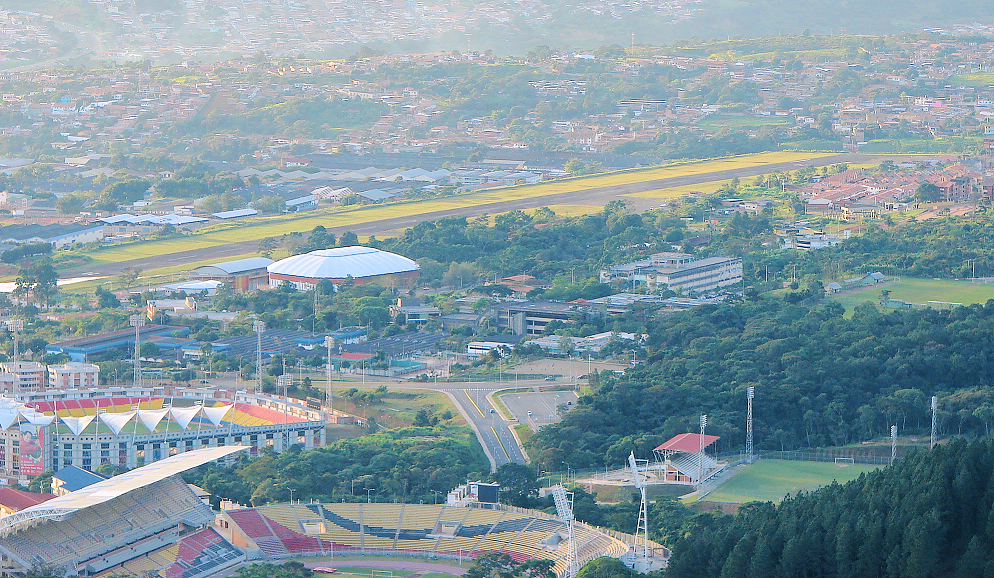
Aeropuerto de Paramillo

Sólo un aeropuerto se encuentra dentro del centro urbano de la ciudad, el Aeropuerto de Paramillo (Código IATA SCI), el cual es un aeródromo de pequeña capacidad y de utilización tanto militar como civil ubicado al norte de la ciudad. Sólo sirve vuelos privados y chárter en aeronaves de pequeña envergadura. Se planea instalar en un mediano plazo una línea aérea tachirense que tendría su asiento en el aeropuerto de Paramillo y desde donde inicialmente partieran vuelos hacia Maracaibo, Mérida, Falcón, Barquisimeto y en un lapso un poco más largo hasta Caracas [cita requerida].
Otros aeropuertos que sirven a la ciudad son:
- Aeropuerto Internacional de Santo Domingo o Base Aérea Buenaventura Vivas (Código IATA: STD), es el más próximo con San Cristóbal, se encuentra a unos 50 km en la Carretera de los Llanos (San Cristóbal-Barinas/Caracas), tiene conexiones directas con Caracas y conexiones vía Caracas con cualquier otro punto del país y vuelos internacionales. Operan desde y hacia este Aeropuerto las compañías Aserca Airlines, Rutaca, Laser Airlines y Conviasa.
- Aeropuerto Internacional Juan Vicente Gómez de San Antonio del Táchira, sirve como puente entre Colombia y Venezuela. Su código IATA es SVZ. Se encuentra a 45 km de San Cristóbal. En este aeropuerto opera la aerolínea Rutaca, antes operaban líneas aéreas como Aeropostal y SBA Airlines. Posee conexiones directas con Maracaibo y Caracas y conexiones vía Caracas con cualquier punto del territorio Nacional y vuelos internacionales.
- Aeropuerto nacional "Francisco García de Hevia" de La Fría (40 km al norte), la aerolínea Conviasa era la que hacia los vuelos desde Caracas hasta este aeropuerto, pero por problemas de la misma aerolínea ésta dejó de operar, se prevé que comience nuevamente sus vuelos próximamente.

### Vías de acceso
Se puede llegar a San Cristóbal por las siguientes vías terrestres (nota= ruta más corta):
- Desde Caracas : Autopista Regional del Centro hasta Valencia, siguiendo hasta San Carlos y Acarigua, desde este punto por la Autopista José Antonio Páez hasta Barinas y desde este punto por la Vía a los Llanos (816 km).
- Desde Mérida : Autopista hasta El Vigía desde este punto por la Carretera Panamericana pasando por Coloncito, La Fría y San Juan de Colón (167 km).
- Desde Maracaibo : Carretera Machiques- Colón hasta La Fría, desde este punto por la Carretera Panamericana (437 km).
- Desde Cúcuta : Carretera Panamericana vía Cúcuta - San Antonio del Táchira - Peracal - Capacho - San Cristóbal (57 km desde Cúcuta).
- Carretera Trasandina , inicialmente era la principal ruta para llegar a San Cristóbal desde Mérida, en la actualidad enlaza varias pueblos y ciudades y es una ruta turística.

## Educación, Costumbres y Arte

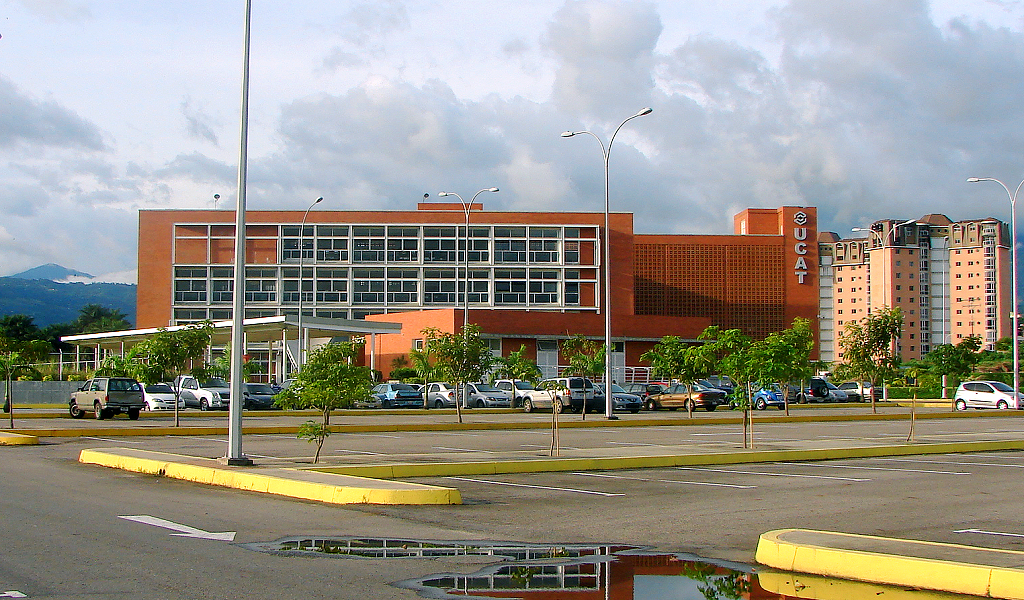
La Universidad Católica del Táchira en su nueva y moderna sede.

### Educación Universitaria
La ciudad es la sede de distintas casas de estudio universitario públicos y Privados.

#### Universidades públicas
Cuenta con un centro académico propio del estado como lo es la:
- Universidad Nacional Experimental del Táchira (UNET)

Contando también con núcleos de los siguientes centros de educación universitaria:
- Universidad de Los Andes, núcleo Táchira (ULA)
- Instituto Universitario de Tecnología, región de los Andes (IUT)
- Universidad Nacional Abierta (UNA)
- Universidad Nacional Experimental Politécnica de la Fuerza Armada Nacional (UNEFA)
- Universidad Bolivariana de Venezuela Núcleo Táchira
- Instituto Militar Universitario, de la Guardia Nacional Cnel (F) Aniceto Cubillan Jaimes

#### Universidades privadas
- Universidad Católica del Táchira (UCAT)
- Instituto Universitario de Tecnología Juan Pablo Pérez Alfonzo (IUTEPAL)
- Instituto Universitario de la Frontera (IUFRONT)
- Instituto Universitario de Educación Especializada (IUNE)
- Instituto Universitario Tecnológico Industrial (IUTI)
- Instituto Universitario Gran Colombia (IUGC)
- Instituto Universitario Politécnico Santiago Mariño
- Instituto Universitario de Tecnología Antonio José de Sucre
- Colegio Universitario Monseñor de Talavera
- Instituto Universitario Jesús Enrique Losada
- Caribbean International University
- Instituto Universitario Eclesiástico Santo Tomás de Aquino (IUESTA)

### Costumbres

#### Fiestas locales
La principal fiesta de la ciudad es la Feria Internacional de San Sebastián, un conjunto de eventos de júbilo que se celebran en San Cristóbal estado Táchira durante la segunda quincena de enero en honor al patrono de la ciudad, San Sebastián.
En las temporadas de carnavales, Semana Santa, aniversario de la ciudad, y Navidad se llevan a cabo diferentes actividades culturales y recreativas para el disfrute de los sancristobalenses.

#### Gastronomía
Tradicionalmente receptora de influencias externas (inmigración colombiana, italiana, española, mexicana, portuguesa y en menor medida alemana y árabe) la gastronomía propia de San Cristóbal es un collage de platos autóctonos andinos (la pisca andina, las arepas de trigo, los bollitos de maíz, los indiecitos de repollo) con variaciones regionales de platos foráneos (mondongo o mute andino, callos con garbanzos, y parrillas).
La riqueza de la gastronomía san cristobalense no se limita a los sabores de los fogones caseros, sino que es uno de los lugares de la geografía venezolana en donde es más fácil encontrar comida en la calle, en ocasiones en improvisados tarantines y calderos, donde se pueden encontrar platos típicos tales como: morcillas en la avenida Carabobo o en la urbanización Santa Teresa, pastelitos andinos (de carne con arroz, pollo o queso con bocadillo de guayaba) en Pueblo Nuevo o Barrio Obrero, la chicha andina y masato o una rica bebida típica llamada Bomba que se puede encontrar en el Mercado Pequeños Comerciantes de La Concordia, son comunes en muchos sitios de comida típica y tradicional.

### Arte
Existen en San Cristóbal, diversas escuelas y academias de Arte, tanto públicas como privadas:
Algunas Instituciones Públicas:
- Escuela de Música "Miguel Ángel Espinel": Ubicada en la Guacara, formando a varios talentos nacionales e internacionales.
- Escuela de Artes Plásticas "Valentín Hernández": Ubicada en el Sector la Guayana
- Escuela Regional de Teatro.
- Escuela Nacional de Danza (ENDANZA): Ubicada por la Urbanización Torbes, siendo esta la más antigua del país
- Fundación Musical Simón Bolívar.
- Orquesta Sinfónica “Simón Bolívar” del Táchira.

Algunas Instituciones Privadas:
- Academia Pluma y Lira: Ubicada en el Centro.
- Date música: Ubicada en Barrio Obrero.
- Academia de Flamenco "Andreína Silva" Ubicada en Pueblo Nuevo.
- Fundación Coral del Táchira FUNCOTA: Ubicada en las Acacias, fundación que lleva una larga trayectoria en el movimiento coral venezolano. Ente regido por la Coral del Táchira, institución declarada Patrimonio Histórico Cultural del Estado Táchira y Patrimonio Cultural de la Nación.
- FUNTAC (Fundación Cultural Coro de Cámara del Táchira). Responsable del Coro de Cámara del Táchira y Coro de la Opera del Táchira.

Cuenta además con varias organizaciones culturales dependientes de la intensa actividad universitaria de la ciudad y uno de los más reconocidos movimientos de fotografía artística del país.
Cuenta además la ciudad con uno de los primeros canales de televisión regional del país, Buena TV, que dedica la mayor parte de sus espacios a la difusión de programas culturales y educativos.
En el año 2006, la Universidad Nacional Experimental del Táchira, responde a una de las necesidades que durante largo tiempo le había afectado a la población, en especial de músicos, puesto que aperturó la Licenciatura en Música; satisfaciendo una gran carencia que impactaba directamente a la esencia del San cristobalense, la esencia artística de la región; y posee también esta casa de estudios, la Carrera de Arquitectura.
El bambuco y los valses andinos son los movimientos musicales tradicionales de San Cristóbal. Piezas como Tierra Tachirense (considerada por algunos como un segundo himno del estado), Andinita (del compositor Chucho Corrales) y Brisas del Torbes (de Luis Felipe Ramón y Rivera) son representativas de estas expresiones musicales.

### Museos
- Museo Antropológico del Táchira: el Museo del Táchira funciona desde 1984 en los espacios de la Hacienda Paramillo. Cuenta con 10 salas, entre salones de exposición y áreas recreativas. Posee una extensa biblioteca especializada en antropología, arqueología, historia y folclore.

- Museo de Artes Visuales y del Espacio (MAVET), espacio ubicado en la Casona 25, declarado bien patrimonial del país.[22]

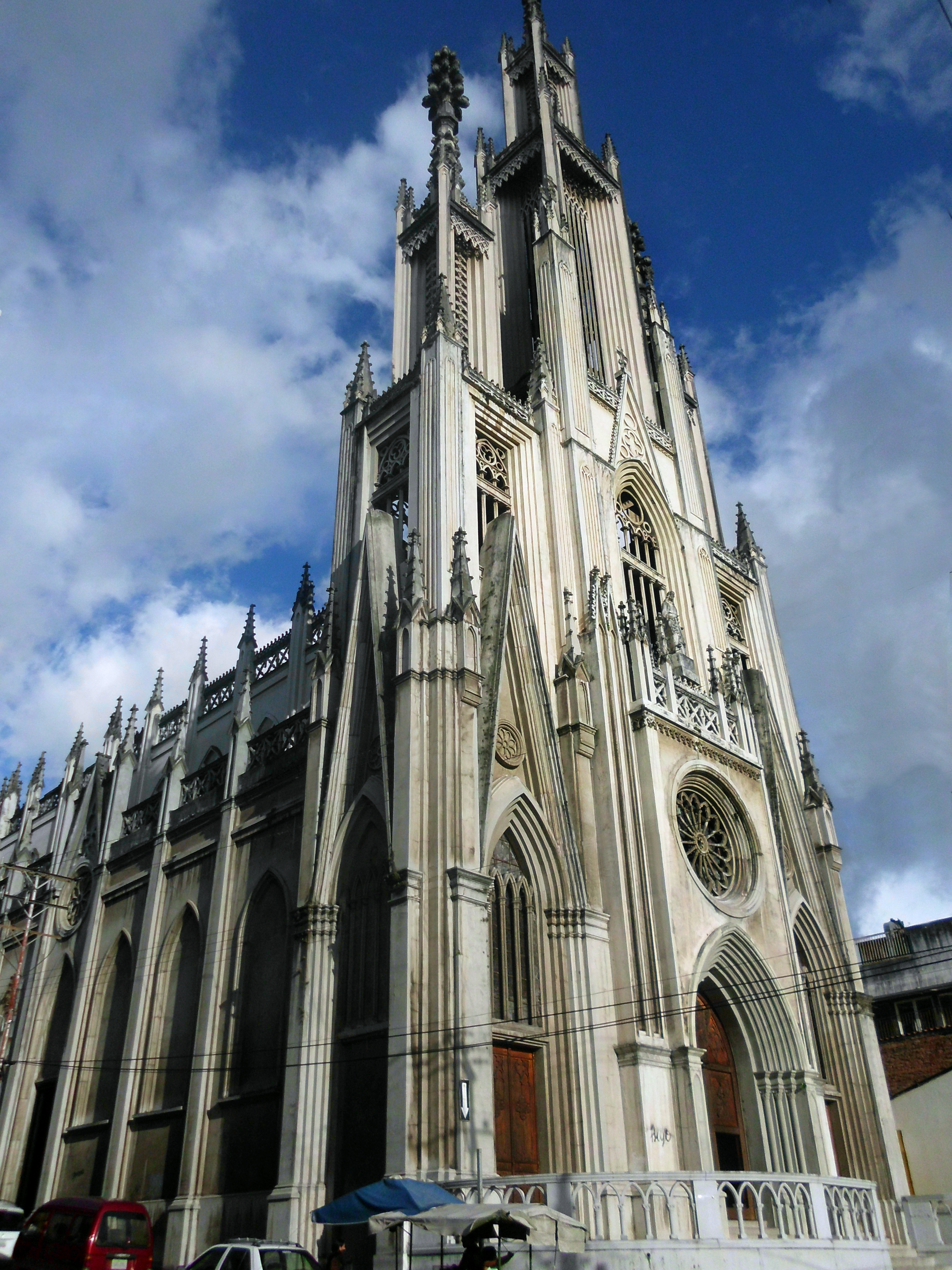
Iglesia San José

## Sitios de interés
En San Cristóbal existen diversos lugares de importancia significativa para la región, tanto de forma histórica como económica.
Sin embargo es con el trato directo a la gente de la ciudad como se llega a descubrir los mejores sitios de interés por ser la ciudad rica en lugares de denominaciones pintorescas y de anécdotas. Lugares como la Piedra del Jurungo, de la Loma del Viento (en el parque nacional Chorro El Indio) o La Cueva del Oso (Paramillo) deben su nombre a la imaginación y folclore de los san cristobalenses. En el llamado Barrio Obrero se encuentran la mayor cantidad de discotecas y sitios nocturnos de la ciudad.
Desde el 2006 está en funcionamiento un centro comercial de la cadena Sambil en la autopista Antonio José de Sucre.
A 45 min de la ciudad en dirección norte se encuentra también El Páramo del Zumbador  lugar de mucho interés turístico con una altura de 2.520 m s. n. m., en la misma dirección se encuentran ubicados los pueblos agrícolas del El Cobre y La Grita sucesivamente con hermosos paisajes y ricos en flora propia de la región.

## Espacios de la ciudad
Existen en San Cristóbal numerosos espacios públicos de interés que contemplan obras arquitectónicas de diversas tendencias, cabe mencionar al Centro Cívico, conjunto de torres para comercio y oficinas de entes públicos y privados ubicado en la séptima avenida; el Ateneo del Táchira, antiguo centro cultural diseñado por Luis Chataing; la Catedral de San Cristóbal, el Palacio Episcopal, el Palacio de Los Leones, el Edificio Nacional, el Museo del Táchira, el Puente Libertador, el Complejo Ferial, la Plaza Monumental de Toros de Pueblo Nuevo, numerosos templos católicos de distinta tendencia arquitectónica, la Unidad Vecinal, primera urbanización de interés social de la ciudad; la Plaza Los Mangos, en el centro de Barrio Obrero, entre muchas otras.

### Edificaciones religiosas
La catedral de San Cristóbal es un templo de estilo colonial. Fue erigido durante el siglo XVIII y es ampliamente visitado por turistas y visitantes, debido a que conserva en sus áreas internas obras pictóricas y escultóricas de relevante valor artístico e histórico.
El espacio se encuentra orientado a la veneración de las imágenes de San Cristóbal, El Cristo del Limoncito y San Sebastián, patrono de la ciudad. Inicialmente esta iglesia fue una ermita, la cual debió ser remodelada en distintas ocasiones, como consecuencia de dos terremotos. Se ubica en la calle 5 con carrera 3.
Ubicado justamente al lado de la Catedral de San Cristóbal se encuentra el Palacio Episcopal, construcción de estilo neocolonial que sirve como sede del poder eclesiástico de la región tachirense. Ofrece en sus espacios una exposición de carácter permanente, donde resaltan reliquias y artículos de la época colonial.
La población san cristobalense es principalmente católica, sin embargo comunidades evangélicas, pentecostales, y otros protestantes cristianos también tienen templos en la ciudad.
Algunas de las obras arquitectónicas eclesiásticas de la ciudad destacan:
- Iglesia de La Ermita.
- Iglesia Nuestra Señora del Rosario (La Concordia).
- Iglesia Corpus Christi.
- Iglesia Catedral.
- Iglesia del Divino Redentor.
- Iglesia de San Juan Bautista.
- Santuario de Nuestra Señora del Perpetuo Socorro.
- Iglesia de Nuestra Señora de Coromoto.
- Iglesia de San José, en el centro de la ciudad, de arquitectura neogótica.

También existen en San Cristóbal, iglesias de diferentes denominaciones cristianas entre las que se pueden resaltar:
- Iglesia Cuadrangular en La Concordia
- Iglesia Cuadrangular en Puente Real
- Iglesia Cuadrangular en la Ferrero Tamayo
- Centro Cristiano Cuadrangular Táchira
- Centro Cristiano San Cristóbal "La Carpa"
- Iglesia Maranatha Táchira
- Primera Iglesia Bautista de San Cristóbal
- Iglesia Adventista del séptimo día en  barrio obrero edificio Adventista
- Iglesia Cristiana Evangélica Getsemaní
- Templo Luz y Vida
- Iglesia Celebración Cristiana Venezuela en la Concordia
- Tabernáculo de la Nueva Jerusalén (sector plaza Venezuela)
- Iglesia Cristiana Movimiento Misionero Mundial.
- Iglesia de la Unificaciòn (La Asociaciòn del Espíritu Santo para la Unificaciòn del Cristianismo Mundial) (AESUCM)

### Parques, plazas y paseos
- Monumento Faro de La Marina, Autopista Antonio José de Sucre.
- Plaza María del Carmen Ramírez (Los Mangos) ‘‘‘, calle 12 entre carreras 20 y 21, Barrio obrero.
- Plaza Ríos Reina (Los Enanitos) ‘‘‘, Quinta Avenida, antiguo Hospital Vargas.
- Parque Exposición Ganadera, ASOGATA, Pueblo Nuevo.
- Parque Metropolitano, avenida 19 de Abril.
- Parque La Romerita, avenida Carabobo.
- Parque El Ejército, avenida Carabobo.
- Plaza Bolívar, Séptima avenida.
- Parque La Parada, La Popita.
- Parque Garbiras, calle 15.
- Parque Quinimari, Enlace Quinimari

### Monumentos, edificios públicos y lugares históricos

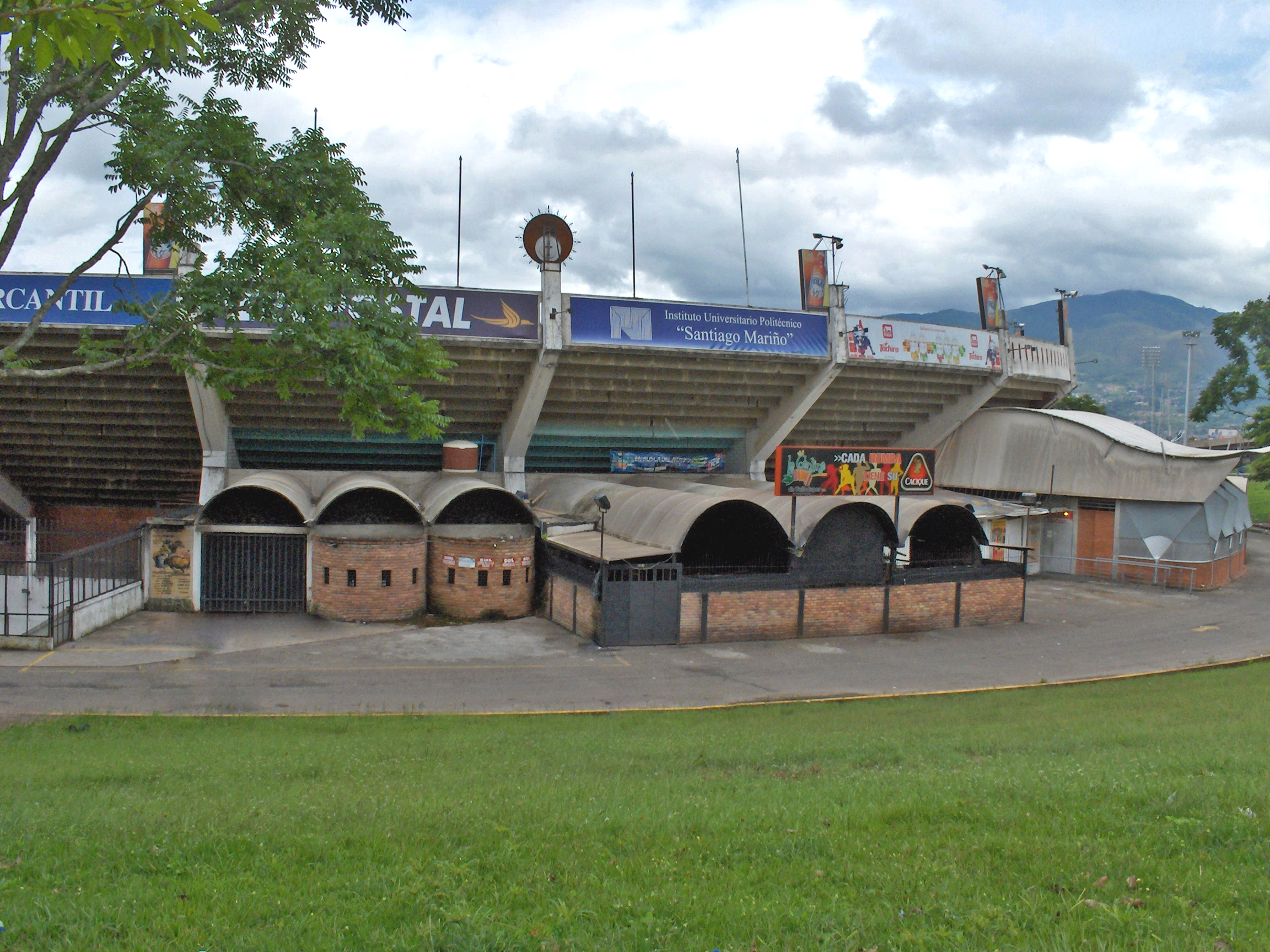
Plaza Monumental de Toros de Pueblo Nuevo.

- Velódromo J. J. Mora ‘‘‘(Avenida Universidad, Pueblo Nuevo), sede del  Mundial de Ciclismo de 1977, rehabilitado en el 2005.
- Centro Cívico de San Cristóbal, Séptima Avenida, construido en la década de 1980, centro de comercio y sede de varias empresas de servicios públicos y privados.
- Hotel El Tamá, avenida 19 de Abril. Construido durante el gobierno de Marcos Pérez Jiménez.
- Hospital Central, avenida Lucio Oquendo, La Concordia, mayor centro de asistencia médica del estado, realizado durante el gobierno de Marcos Pérez Jiménez.
- Casa Sindical, avenida Libertador, Las Lomas; sede de Fetratáchira, organismo sindical regional, posee salas de convenciones y un teatro. Construido durante el gobierno de Marcos Pérez Jiménez.
- Obelisco de la Colonia Italiana, avenida 19 de Abril, erigido en homenaje al  genovés Cristóbal Colón
- Estadio Polideportivo de Pueblo Nuevo ‘‘‘remodelado para la Copa América.
- Estadio J. J. Mora, Área del Complejo Ferial (Pueblo Nuevo)
- Complejo Ferial (pabellones de exposición Colombia y Venezuela) en la avenida España, Pueblo Nuevo, conjunto de estructuras donde se realizan la mayor parte de las actividades de la Feria Internacional de San Sebastián
- Complejo Deportivo Conformado por un grupo de varias estructuras deportivas (gimnasia Olímpica, balonmano, fútbol sala, voleibol, halterofilia, baloncesto, etc.) Construidas durante el gobierno regional de Ronald Blanco La Cruz.
- Plaza Monumental de Toros ‘‘‘
- Casa Steinvorth, sede comercial del comercio del café, construida en el siglo XIX y reconstruida durante el gobierno regional de Ronald Blanco La Cruz con el apoyo de Banfoandes actualmente Bicentenario Banco Universal.
- Gimnasio Armino Gutiérrez Castro, La Concordia; primera sede de un equipo de baloncesto profesional en la ciudad, remodelado durante gobierno regional de Ronald Blanco La Cruz.

### Poderes estatales y cultura
Los poderes e instituciones del estado se encuentran ubicados en diversos recintos de la ciudad, algunos de reciente data, como el Centro Cívico, y otros en estructuras de finales del siglo XIX o comienzos del siglo XX. El Salón de Lectura del Ateneo del Táchira, ubicado en el centro de la ciudad, y obra del arquitecto Luis Chataing, data de principios del siglo XX.

#### Palacio de Los Leones y Edificio Nacional
Durante la década de 1920, bajo el gobierno de Juan Vicente Gómez, fue edificado el Palacio de Los Leones, el cual debe su nombre a los dos leones que coronan su estructura. Fue declarado Monumento Histórico de la Nación y en la actualidad sirve como sede del gobierno regional. Se ubica en la calle 5 con Carrera 10.
El Edificio Nacional de San Cristóbal, ubicado en la calle 5 entre carreras 2 y 3, en la actualidad es sede de los tribunales civiles de la región. Fue construido durante el gobierno de Cipriano Castro sirviendo entonces como fuerte y posteriormente como cárcel durante el período de Juan Vicente Gómez. Posteriormente, bajo el régimen de Marcos Pérez Jiménez, sirvió como sede de la Seguridad Nacional y hoy en día conserva tanto la apariencia como el estilo característico de los años 1950.

### Puente Libertador
El Puente Libertador data del período de gobierno de Juan Vicente Gómez, y su estructura de hierro facilitaba activamente la comunicación terrestre entre la ciudad de San Cristóbal y las tierras ubicadas hacia la margen oeste del Río Torbes (Táriba, principalmente), hasta la construcción de la avenida Antonio José de Sucre (conocida popularmente como Marginal del Torbes), la cual actualmente comunica a San Cristóbal con los municipios Cárdenas y Guásimos (Táriba, Barrancas, Tucapé, Patiecitos y Palmira). Es obra de la compañía Eiffel y en la actualidad se conserva como monumento

## Entretenimiento y turismo

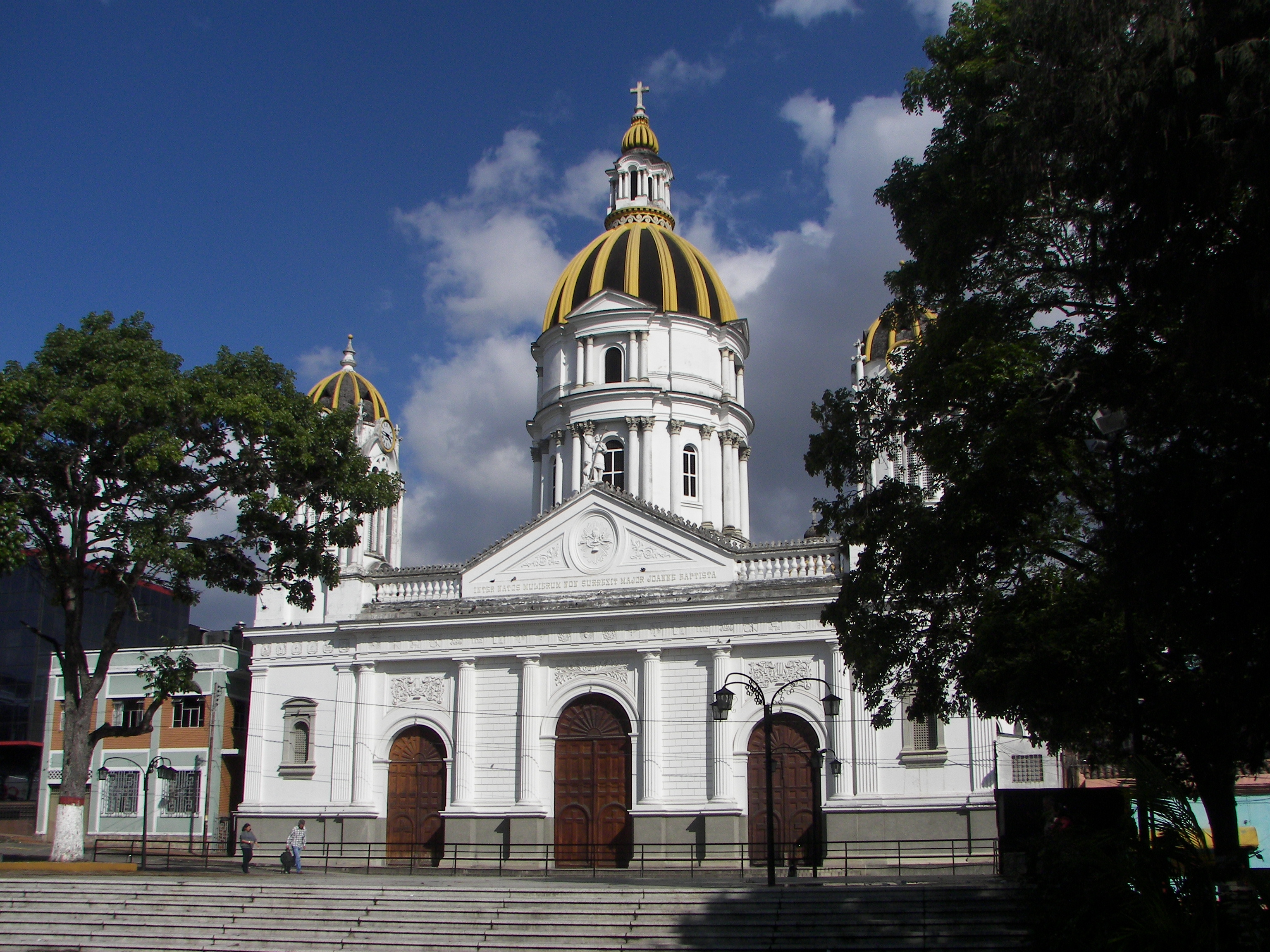
Iglesia de la Ermita.

Al albergar la ciudad más de una decena de centros universitarios, San Cristóbal es una ciudad de alegre vida nocturna, siendo conocida la liberalidad y espontaneidad del san cristobalense a la hora de elegir su lugar de entretenimiento lúdico, que no excluye sitios públicos como el estacionamiento de la Plaza de Toros y diversos miradores. Numerosos centros nocturnos, bares, tascas, discotecas y clubes se encuentran diseminados en toda la zona urbana y es fácil encontrar abierto uno de estos locales cualquier noche de la semana.
También es posible realizar turismo ecológico en el parque nacional Chorro El Indio a 5 minutos de la ciudad.
Sin embargo el fútbol es la más reconocida fuente de entretenimiento masivo para la ciudad, que ha contado en su historia reciente con tres clubes campeones del torneo nacional; el Deportivo Táchira y los desaparecidos Atlético San Cristóbal y Nacional Táchira.

La infraestructura hotelera experimentó un proceso de renovación para dar mayores comodidades a los visitantes, esto a raíz de haberse efectuado en la ciudad varios encuentros de la Copa América de 2007.

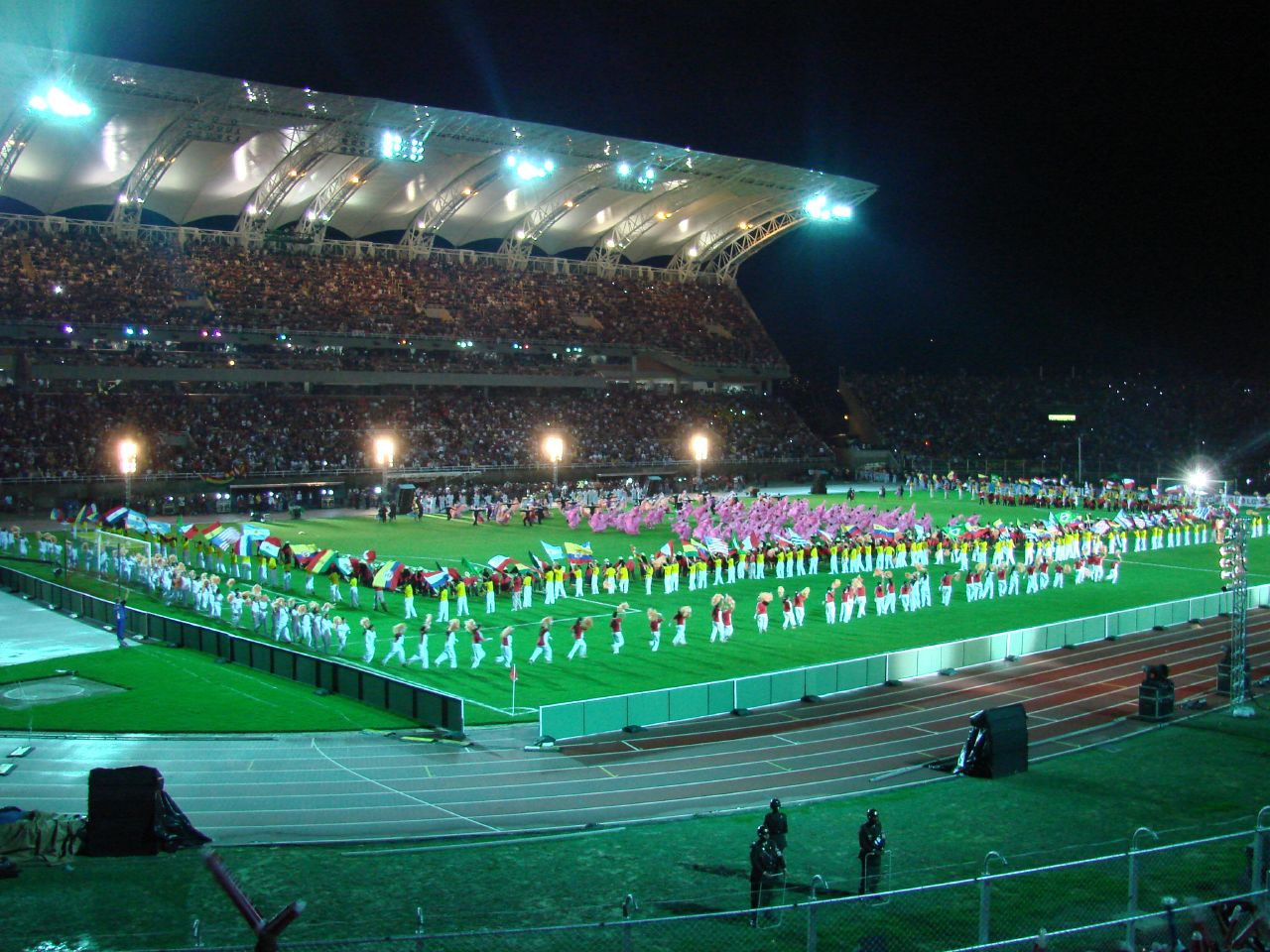
Vista del Polideportivo de Pueblo Nuevo en la inauguración de la Copa América Venezuela 2007.

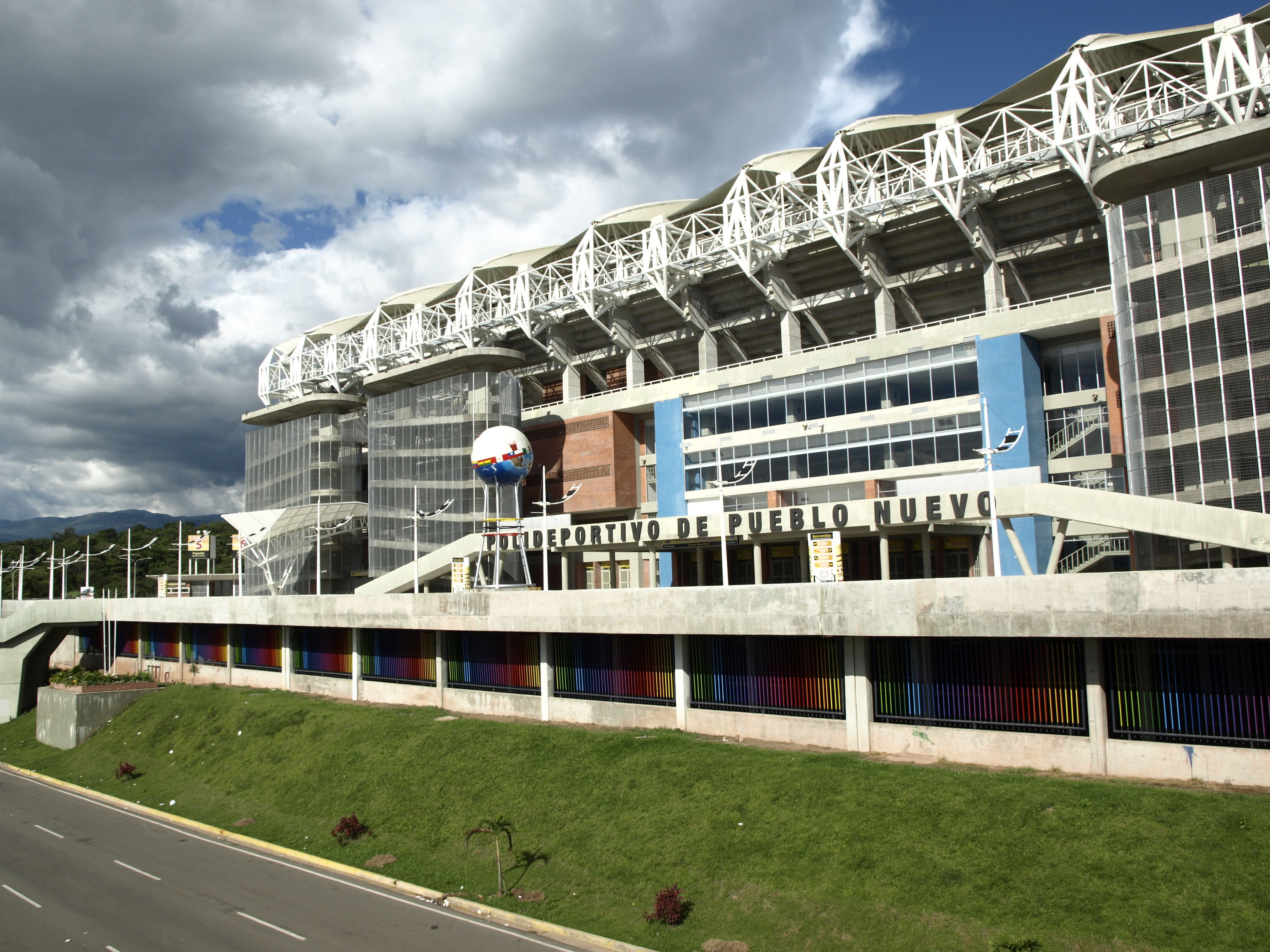
Polideportivo de Pueblo Nuevo.

El Estado Táchira posee distintos atractivos turísticos entre los cuales resaltan los paseos de las rutas de la montaña y el páramo (El Zumbador, Los Rosales, La Negra, el Tamá), las zonas ganaderas de la vía al llano y el Sur del Lago (de Maracaibo), la ruta Panamericana, los poblados tradicionales y costumbristas (Peribeca, San Pedro del Río, El Cobre, Pregonero), la arquitectura de San Cristóbal, La Grita, los numerosos restaurantes de comida típica andina, los eventos deportivos realizados en la ciudad de San Cristóbal (principalmente los encuentros del Deportivo Táchira, de la Liga de Primera División de Venezuela), las ferias y fiestas patronales, principalmente la Feria Internacional de San Sebastián, entre muchos otros.
También es el Táchira centro de actividades deportivas fluviales, como la pesca deportiva (desarrollada en los numerosos cursos fluviales del Estado, principalmente en los ríos Uribante, Caparo y Doradas), algunas actividades como el canotaje y otras especialidades se desarrollan en el lago artificial formado por la represa Uribante-Caparo, del complejo hidroeléctrico del mismo nombre.
Los sitios de mayor interés, tanto turístico como histórico, se encuentran representados por algunas edificaciones de valor arquitectónico, las cuales se encuentran íntimamente vinculadas con los tachirenses debido a las actividades que allí son desarrolladas tales como edificios públicos, centros religiosos, centros de espectáculos y deportivos.
El Ateneo del Táchira es el más antiguo de Venezuela, aparte de ser el primer centro cultural erigido en la mencionada entidad. Su fundación fue llevada a cabo el 19 de abril de 1907, aunque la construcción que hoy luce fue iniciada en 1935. Se ubica en la calle 9 con carrera 6.

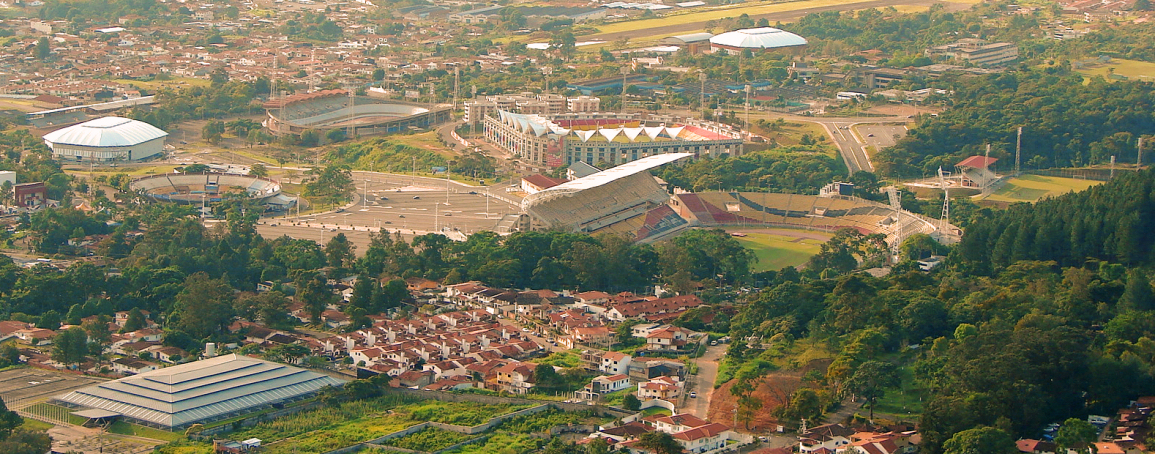
Vista del complejo ferial y deportivo de Pueblo Nuevo

### Leyenda y mito[23]
Esta entidad popular posee una manera peculiar de ver la existencia, por eso al costado de la lógica erudita de las clases ilustradas está el otro costado de la ilogicidad mágica, la fantasía abrumadora, la irracionalidad de los sueños de un gran sector de la población cuando comunican su oralidad literaria. Otra manera, en fin, de explicarse el mundo, las cosas, la vida. Ahora bien, este rasgo de la etnicidad venezolana, esta literatura fantástica se perdería en el olvido, o en el silencio, si no existieran los transcriptores de la oralidad a la escritura, y en el Táchira (Venezuela), la persona quien ha demostrado idoneidad en este menester se llama Lolita Robles de Mora.

## Medios de comunicación

### Medios impresos
Los periódicos de San Cristóbal son el Diario Católico y el Diario La Nación. Además de los mencionados existe el Diario de los Andes, originario del estado Trujillo, el cual tiene redacción y tiraje propios para San Cristóbal.

### Televisión
Existen canales de televisión regionales de señal abierta:
- Televisora Regional del Táchira (TRT), siendo el más antiguo.
- Televisora Cultural del Táchira (TVCT), una planta televisora con señal abierta, en el área metropolitana de la ciudad.
- Canal 21, Canal enfocado en noticias opera a través de señal privada (por cable).
- Telemax (Televisión Alternativa) Es un canal de televisión local por cable que ofrece a una programación enfocado a la sociedad juvenil y adulta.

También hay otros canales de la ciudad que operan a través de señal privada (por cable).

### Radio
San Cristóbal fue escenario de las primeras recepciones de radio en el estado Táchira hacia el año 1926, también fue el lugar donde se estableció el primer radiotransmisor de la región en 1933. La Voz del Táchira (fundada en 1935) ha funcionado ininterrumpidamente bajo 3 diferentes denominaciones hasta el día de hoy y junto a Ecos del Torbes (1947) son las estaciones de amplitud modulada más representativas de la ciudad. Ambas emisoras pertenecen al Grupo Radial González Lovera.
La radio FM inicia su desarrollo a partir de la aparición de 102.1 Stereo (actualmente La Mega 102.1 FM) en 1989, convirtiendo rápidamente a San Cristóbal en la segunda ciudad en estaciones de radio del país y la de mayor número de emisoras por habitante, con más de treinta estaciones en frecuencia modulada en el área metropolitana.

## Deportes
Existen varios clubes deportivos en diferentes especialidades, siendo el de mayor palmarés el Deportivo Táchira F.C., conjunto pluricampleón del fútbol rentado de Venezuela.
Otros clubes profesionales:
- Deportivo Táchira Futsal (Fútbol sala)
- Deportivo Táchira (baloncesto) (Baloncesto)

Durante el 2005 los Juegos Deportivos Nacionales de Venezuela Andes 2005 se celebraron en los Estados Táchira,  Mérida y  Trujillo, siendo San Cristóbal la ciudad anfitriona de mayor número de eventos deportivos. Esto requirió la construcción de varias obras deportivas en la ciudad como el Estadio Metropolitano de San Cristóbal de Béisbol, además de la remodelación de otras áreas como el Gimnasio Cubierto Arminio Gutiérrez.
En 2006 se remodeló y amplió la capacidad del estadio Polideportivo de Pueblo Nuevo, el cual pasó de tener un aforo de 42.000 espectadores, sirviendo de sede a la selección nacional de Venezuela en la Copa América 2007.
En 2007 con la Expansión de la Liga Profesional de Baloncesto de Venezuela el equipo Local Deportivo Táchira fue admitido como uno de los 2 nuevos integrantes de la liga que llega a 10 selecciones, iniciando su participación formalmente en marzo de 2008.

## Ciudades hermanas
- San Cristóbal de Las Casas, México
- San Petersburgo, Rusia[31]
- Edmonton, Canadá
- Cúcuta, Colombia
- Reguengos de Monsaraz, Portugal
- Valladolid, España
- Pasto, Colombia
- Omaha, Estados Unidos
- Marsella, Francia
- Mérida, Venezuela
- Envigado, Colombia
- Ōita, Japón